# Rites de la religion grecque antique
Pour un article plus général, voir Religion grecque antique.
Pour les articles homonymes, voir Rite (homonymie).
Dans les formes rituelles adoptées par la religion grecque antique, les principaux rites sont les prières, les offrandes, les sacrifices, les fêtes publiques et les jeux. Ces rites ne s'excluent pas, au contraire : une offrande tout comme le sacrifice s'accompagnent de prières pour couronner une fête publique.

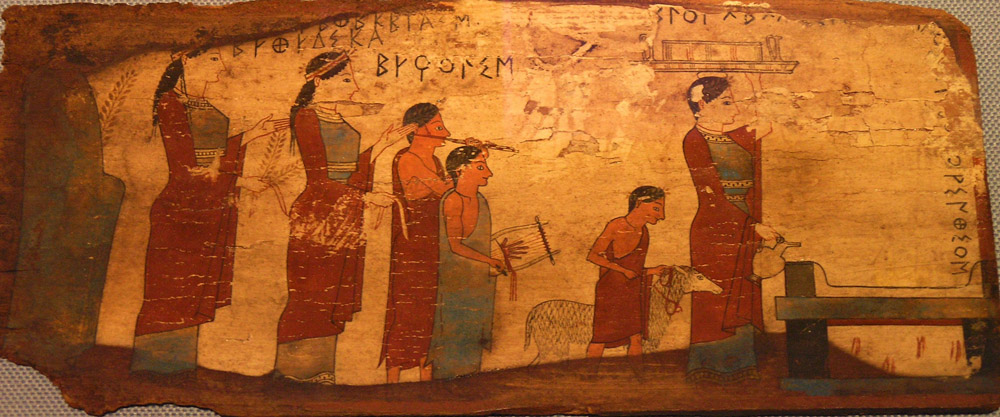
Procession en vue du sacrifice d'un agneau aux Charites, peinture sur bois, Corinthie, vers 540-530 av. J.-C., musée national archéologique d'Athènes.

## Définitions et problématiques
Un rituel est, dans une définition minimale, « une activité symbolique dans un contexte religieux », « composée de plusieurs actes simples, les rites » (F. Graf) ou bien, en plus développé, « un ensemble de gestes accomplis par ou au nom d’un individu ou d’une communauté, qui servent à organiser l’espace et le temps, à définir les rapports entre les hommes et les dieux, à mettre en place les catégories humaines et les liens qui les unissent » (L. Bruit Zaidman et P. Schmitt Pantel). Les anciens Grecs ne connaissaient pas ce concept, le terme le plus proche existant dans leur langue étant telétê, surtout employé pour des rituels exceptionnels, notamment les cultes à mystères. D'autres termes au sens plus large peuvent désigner des rites : hiéra « choses sacrées » et therapeia « service (des dieux) ».
Des rituels peuvent être accomplis pour plusieurs raisons, et il est souvent impossible de les réduire à une seule finalité, quoi qu'une fonction globale puisse être distinguée, celle de servir de moyen de communication et d'échanges entre hommes et dieux. Leurs formes sont en principe déterminées par la tradition, les textes athéniens parlant souvent de « ce qui est prescrit par la coutume », ta nomizomena, pour désigner des rites, ou à la manière des ancêtres et des traditions ancestrales, kata ta patria. 
La piété grecque est également couverte par la notion de rectitude religieuse, hosiotes, qui renvoie au fait d'agir en conformité avec les lois sacrées et les traditions de la communauté. Le respect des rites traditionnels, adoptés par un groupe et établis depuis des temps immémoriaux, est en effet un élément majeur de la piété grecque antique.  Un acte impie n'est pas un acte qui manquerait de foi, notion absente de la mentalité grecque, mais celui qui manquerait de raison, de respect envers les dieux et les traditions. Il est considéré que les rites ont une origine divine, de même que les secrets des cultes à mystères, les dieux en sont les garants et ils ne peuvent être modifiés qu'avec leur approbation (communiquée par le biais de la divination). Il en résulte que quand un nouveau culte est mis en place, il est souvent présenté comme le rétablissement d'un culte oublié, renouvelé à la suite d'une demande divine et suivant les modalités indiquées par des dieux ou héros, et non comme une innovation sans lien avec la tradition. 
Les citoyens sont tenus de prendre part au culte public et cette participation est essentielle pour avoir ce statut. Ils participent aussi collectivement à la gestion du culte et aux décisions le concernant. Les cités et autres institutions (dèmes, phratries) prennent en effet en charge les cultes divins et héroïques : s'occuper des affaires des dieux est une nécessité pour elles, tout autant que s'occuper des affaires des hommes. Elles gèrent les choses sacrées, les sacrifices, les offrandes et propriétés divines, votent les règlements sur les sacrifices et autres célébrations religieuses. Dans la relation entre divinités et humains qui se dessine autour des cultes, les seconds ont une marge de manœuvre et ne sont donc pas à proprement parler sous l'emprise des premiers.
Le déroulement des rites accomplis dans les sanctuaires est fixé par les « lois sacrées » qui sont inscrites à leur entrée. Même s'ils répondent à des structures communes, ils peuvent varier grandement selon les lieux, chaque sanctuaire ayant ses propres traditions et règles rituelles. Sans être limités à des gestes et paroles, les rituels grecs sont une expérience sensorielle dans laquelle les choix des objets et matières, le décor, la mise en scène, l'intégration dans le paysage, aussi la musique, les chants, les danses et les odeurs visent à égayer ou apaiser les divinités auxquels ils se destinent.
L'étude des rituels occupe une place majeure dans les recherches sur la religion de la Grèce ancienne. Celle-ci a pu être qualifiée de religion « ritualiste », parce que l'accomplissement de ces rites y est considéré comme fondamental pour la piété d'un groupe et d'un individu, par opposition à l'absence de dogme qui structurerait cette religion, sans pour autant exclure la pensée religieuse et le fait que les rituels renvoient aux rapports entre les hommes et l'univers et les dieux. Selon M. Jost, « c'est l'observance des rites, et non la fidélité à un dogme ou à une croyance, qui permet de se concilier les puissances surnaturelles. » En tout état de cause, même dans cette approche cela ne revient pas à douter de la profondeur de la piété des anciens Grecs. Selon W. Burkert, « la religion grecque n'est pas fondée sur la parole mais sur la tradition rituelle qui, quelles que soient ses limitations verbales, offre la réelle possibilité d'un engagement de la personne et constitue un facteur vital de première importance dans la vie. »
Il est courant d'opposer les pratiques et les croyances religieuses. Dans les études sur la religion grecque, l'absence de dogme et de croyances faisant autorité est couramment tenue comme un indicateur du fait que les pratiques, les rites, priment sur les croyances, voire que raisonner en partant des questionnements sur la foi et la piété reviendrait à transposer une pensée moderne sur celle des Anciens. Cela explique la place secondaire qu'occupent les croyances dans de nombreuses études. Une tendance récente cherche à les remettre en avant afin de mieux comprendre les « théologies » de la Grèce antique,,. En tout état de cause, les deux sont intimement liés : « la croyance et la pratique peuvent en théorie être séparées ; mais elles peuvent aussi être liées causalement. La croyance renseigne sur la pratique tout autant que la pratique renseigne sur la croyance. »

## Purification

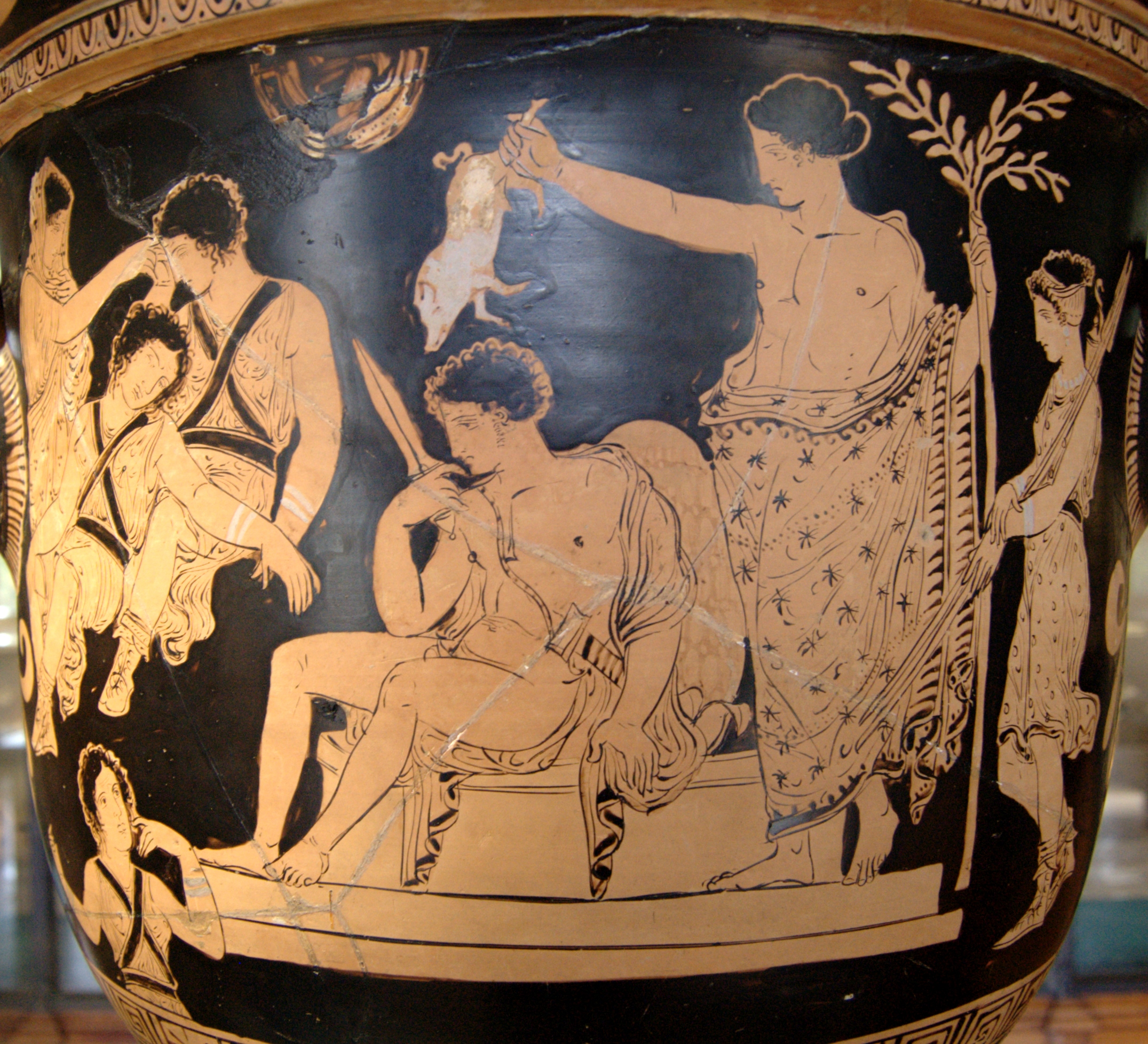
Oreste purifié du meurtre de Clytemnestre par Apollon. À gauche, Clytemnestre essaie de réveiller les Érinyes endormies. Face A d'un cratère en cloche apulien à figures rouges, 380-370 av. J.-C. Musée du Louvre.

Tout acte religieux commence par un rite de purification (katharmos), par un geste de pureté, propre à éliminer la souillure dont le profane est potentiellement atteint. Il n'est pas forcément lié à une situation d'impureté avérée, puisqu'il s'accomplit avant tout contact avec une divinité, et plus largement avec le sacré. C'est ainsi qu'on se lave les mains avant de présenter une offrande, qu'on se baigne dans la fontaine de Castalie avant de consulter l'oracle d'Apollon. Les rites d'initiation sont également précédés de purifications. Ce type de rite peut aussi se produire dans d'autres circonstances : le lieu de l'assemblée athénienne est purifié avant chaque session, et dans les traditions rituelles ioniennes une cité entière est purifiée régulièrement, lors des Thargélies, par l'expulsion de « boucs-émissaires » (les pharmakoi). Puis viennent les situations de crise comme la maladie, les rites de purification pouvant intervenir dans des rituels de guérison, aussi après des funérailles en raison de l'impureté entraînée par le contact avec un mort. Concrètement, la purification passe avant tout par l'action de se laver ou s'asperger avec de l'eau, aussi par des fumigations (avec du soufre avant tout). Un sacrifice peut aussi avoir une fonction purificatrice, le sang de l'animal immolé servant par exemple à nettoyer celui qui souille un coupable de meurtre. Mais bien souvent c'est passage du temps qui dissipe une souillure dont on est atteint, parfois avec un exil temporaire,.

## Prière
La prière est une demande formulée à l'intention d'une divinité, qui expose ce que veut obtenir un humain de la part de celle-ci. Elle précise donc l'objectif du rituel, sa finalité, à savoir ce que la personne en attend en retour d'une offrande de la part du dieu qui la reçoit, suivant le principe de relation réciproque qui lie les deux (charis). Elle occupe donc une place majeure dans le rituel, puisqu'il peut être considéré que les autres actes sont avant tout là pour attirer l'attention de la divinité sur la demande du fidèle, qu'il écoute la prière et accorde ce qu'elle sollicite de sa part. Cela distingue la prière de l'hymne chanté, qui loue une divinité et vise à lui plaire et à attirer ses faveurs, et joue donc le rôle d'offrande (voir plus bas).
Dans la Grèce antique, la prière se déclame à voix haute, debout, en direction de sa statue de culte quand elle est accomplie dans un sanctuaire, les mains levées, ou en tenant une coupe à libations prêt à verser le liquide offert,. La prière (comme l'hymne) est traditionnellement divisée en trois séquences : 
- l'invocation, qui nomme la divinité (ou les divinités) à laquelle elle est adressée, avec l'épiclèse qui permet de déterminer plus précisément quel aspect est invoqué ;
- l'argument, qui expose au dieu pour quelle(s) raison(s) il devrait écouter la prière et accéder à la demande formulée, dans le contexte de la logique de réciprocité, notamment la piété de celui qui prie, aussi un rappel des faveurs que le dieu lui a déjà accordées et donc de la force de leur relation ;
- l'expression de la demande précise conclut la prière, permettant à la divinité de savoir ce que souhaite le fidèle de sa part et véhiculant l'espoir de celui-ci de voir sa requête accomplie[26],[25].

Certaines prières sont plus brèves, voire très brèves, notamment dans un contexte privé, et ne suivent donc pas cette séquence.
Quant au contenu, donc les demandes formulées dans les prières, J. Rudhardt a constaté qu'elles restaient souvent vagues, pour le bien-être, des « bonnes choses » (agatha). Elles sont plutôt modestes pour ne pas exiger trop des dieux (notamment en termes de richesses), car ils risqueraient de ne pas accéder aux demandes excessives. Si quelqu'un souhaite le succès dans une entreprise dans laquelle il se lance, ses propres efforts doivent accompagner la faveur divine : « toute réussite résulte en effet d'une synergie entre l'action humaine et l'action divine. »

## Sacrifices et offrandes

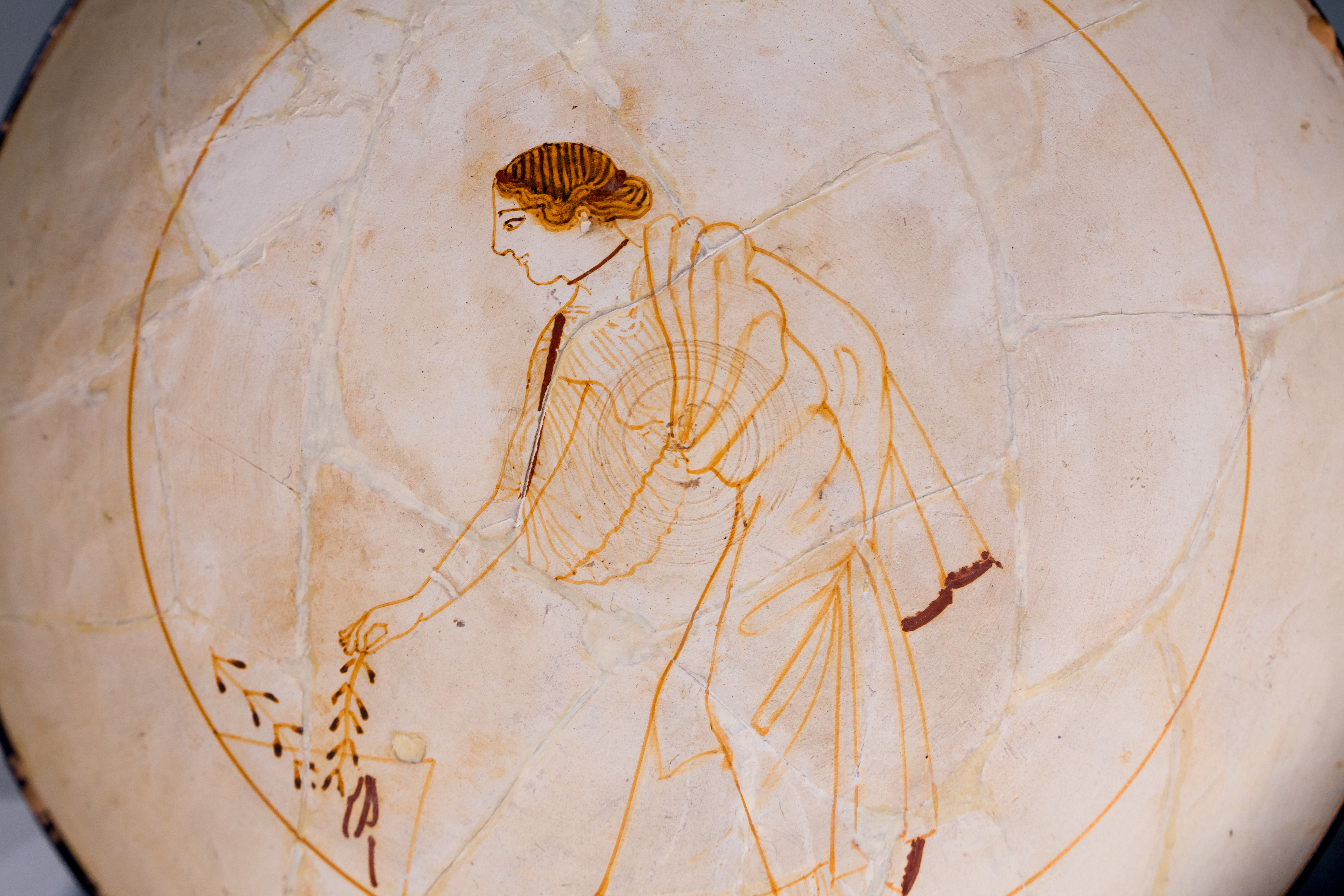
Jeune fille déposant des branches sur un autel, cratère à fond blanc, v. 470-760 av. J.-C. Altes Museum.

La piété grecque se manifeste par des actes visant à attirer les grâces divines, suivant la logique de don et de contre-don impliquée par la notion de charis,. Platon pose ainsi la question : « sacrifier, n'est-ce pas offrir des dons aux dieux ? »  Plus généralement, tout don peut-être vu comme une forme de sacrifice, et dans la littérature moderne la notion d'« offrande » permet aussi de désigner ces actes,. De ce fait les rites de don aux dieux sont une composante essentielle des rituels grecs. Les formes qu'ils prennent peuvent être variées, l'essentiel étant que cela serve à honorer et à réjouir les dieux comme le veut la tradition : banquet sacrificiel, libation, louange, chant, danse, consécration d'un objet luxueux, d'une prise de guerre, d'un monument, etc.. Les offrandes peuvent intervenir en diverses occasions : lors de rituels courants des temples, notamment les fêtes, ou bien n'importe quand selon la demande formulée aux dieux ou ce qu'il y a à célébrer et commémorer, dans un sanctuaire, dans le cadre domestique, aussi lors de l'ouverture de réunions politiques, dans le cadre de rites matrimoniaux ou funéraires, etc.
Le terme le plus courant pour désigner un sacrifice/offrande sanglant ou non est thysia (aussi transcrit thusia), qui sert aussi à qualifier le repas suivant un sacrifice animal ; il dérive du verbe thyein (thuein), qui semble à l'origine désigner le fait de faire brûler une offrande pour les dieux, puis en vient à désigner toute forme d'offrande,. Les Grecs antiques désignaient comme hiera, « consacré », tout ce qui était voué aux dieux, ce qui englobe aussi bien les objets votifs que les animaux destinés à être offerts aux dieux ou aux héros,. 

### Les sacrifices d'animaux
La forme de sacrifice la plus importante dans le monde grec est « la mise à mort et la consommation d'un animal domestique offert au dieu ». C'est la « quintessence de l'acte sacré chez les Grecs » selon W. Burkert, « le plus central des actes religieux pour les Grecs » selon J. Bremmer. Sa forme classique (« normative » selon Bremmer) apparaît en particulier chez Homère (Odyssée III 430-463 pour la description la plus développée). 
Les sacrifices décrits par Homère sont comparables à ceux pratiqués ultérieurement. Ils ont pour fonction principale d'établir un contact avec la divinité et de donner lieu à un banquet qui renforce la solidarité entre les participants, notamment en marquant la fin d'une crise. Le chant I, vers 446-474, de l'Iliade, comprend la description d'un rite sacrificiel complet avec purifications, prière, sacrifice sanglant, libations, banquet et chants, en l'honneur d'Apollon que l'on cherche à apaiser :

« Ainsi dit-il en la remettant dans les bras de son père, qui reçut avec joie

Sa fille. Rapidement, ils disposèrent pour le dieu l'hécatombe sacrée

En ordre autour de l'autel correctement construit ; 

Ils se lavèrent ensuite les mains puis prirent les grains d'orge émondés.

Chrysès, levant les mains, se mit à prier pour eux à voix haute : 

« Écoute-moi, dieu à l'arc d'argent, toi qui protèges Chrysa

Et Cilla la toute divine, toi qui règnes avec puissance sur Ténédos !

Tu m'as jadis écouté dans mes prières, 

M'honorant en affligeant grandement le peuple achéen.

Une fois encore, exauce mon vœu : 

Repousse maintenant l'infâme fléau loin des Danéens ! »

Après qu'ils eurent prié, ils répandirent les grains d'orge émondés,

Tirèrent la tête des victimes en arrière, les égorgèrent, les écorchèrent.

Ils détachèrent les cuisses, les recouvrirent d'une couche de graisse
 
Des deux côtés et y placèrent des morceaux de chair crue.

Le vieillard les brûla sur du bois coupé, y versa du vin flamboyant : 

À ses côtés, de jeunes gens tenaient en main les fourches à cinq branches.

Ensuite, quand les cuissots furent consumés et les entrailles consommées, 

Ils coupèrent le reste en morceaux, le passèrent sur les broches, 

Le firent griller avec soin puis retirèrent le tout du feu.

Quand ces tâches furent accomplies et le repas prêt, 

Ils mangèrent ; personne ne manqua d'appétit pour ce repas partagé.

Quand le désir de boire et de manger fut écarté,

Les jeunes gens couronnèrent les cratères de boisson, 

Et servirent à boire à tous, après les libations : 

Toute la journée, ils apaisèrent le dieu par leurs chants, 

Les jeunes Achéens entonnant le beau péan, 

Pour célébrer le dieu tout puissant qui, se réjouissait à les écouter. »

Diverses inscriptions de lois sacrées comprennent des instructions sur les sacrifices accomplis dans les sanctuaires grecs : 

« Le 10 [du mois de Karnéios] à Héra Argéia Eléia Basiléia, une jeune génisse sélectionnée ; qu'on la sélectionne en ne l'achetant pas moins de 50 drachmes ; le prêtre sacrifiera et fournira les hiéra (choses sacrées employées dans le rituel) ; en gerè (part d'honneur réservée au prêtre) il prendra la peau et une patte ; les viandes pourront être emportées au dehors ; les viscères seront mis dans la peau et on les offrira en sacrifice, sur le foyer dans le temple, ainsi qu'un gâteau long d'un demi-hémiecte de froment ; que ces offrandes ne soient pas emportées hors du temple. »

— Prescriptions pour un sacrifice animal à Héra, inscription de Kos, milieu du IVe siècle av. J.-C..
Le sacrifice sanglant se déroule en général durant une fête. Après la sélection de l'animal (chèvres, boucs, bovins surtout, aussi des porcs, des oiseaux, des chiens, des poissons ; le choix semble en bonne partie dépendre du dieu destinataire du sacrifice), le rituel sacrificiel à proprement parler se déroule en trois grandes étapes :
- la préparation : l'animal est conduit à l'autel, généralement dans une procession, les participants se purifient et prennent des grains d'orge, l'animal est aspergé d'eau pour qu'il secoue la tête, ce qui marquerait son approbation du sacrifice ; ensuite le sacrificateur lui coupe des poils qu'il jette dans le feu, avant de prononcer la prière précisant le but du rituel, les autres participants jetant alors les grains d'orge vers l'avant ;
- la mise à mort : la victime est égorgée avec un couteau (les plus gros animaux étant assommés avant), acte accompagné de cris de la part des femmes assistant au rituel (ololyge) ; en Attique le sang de l'animal est répandu sur l'autel ;
- le partage de la viande : l'animal est écorché, découpé, puis les morceaux sont partagés, les dieux recevant les parties grasses, notamment des cuisses, brûlées dans le feu de l'autel qu'on asperge aussi de vin, tandis que le premier cercle des participants au sacrifice se partagent les organes internes, splanchna, directement rôtis à la broche sur l'autel ; le reste de la viande est grillé ou bouilli et partagé lors du banquet sacrificiel[47],[48].

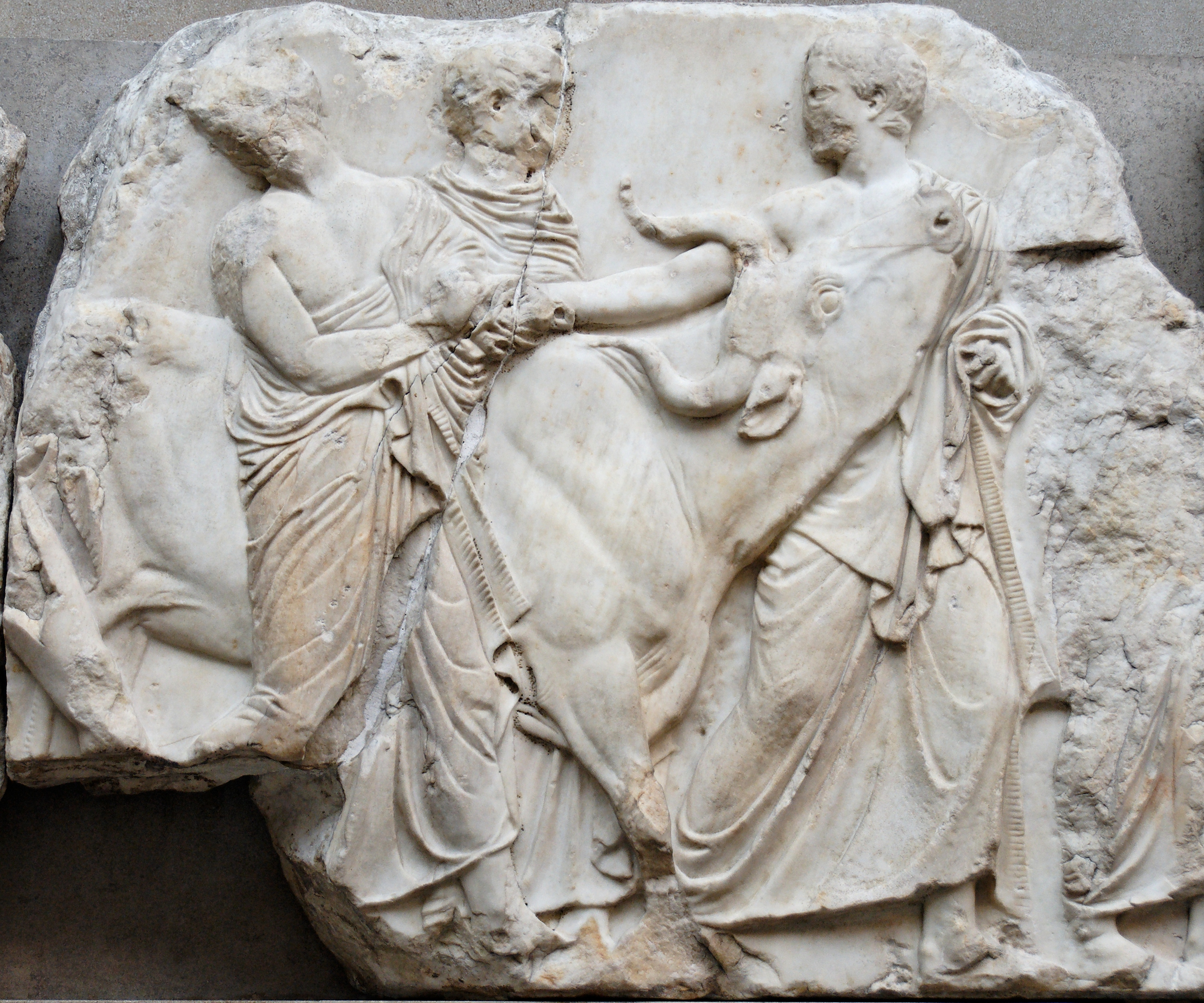
Un bovin conduit en procession vers son lieu de sacrifice. Frise du Parthénon, frise sud, v. 447-433 av. J.-C. British Museum.
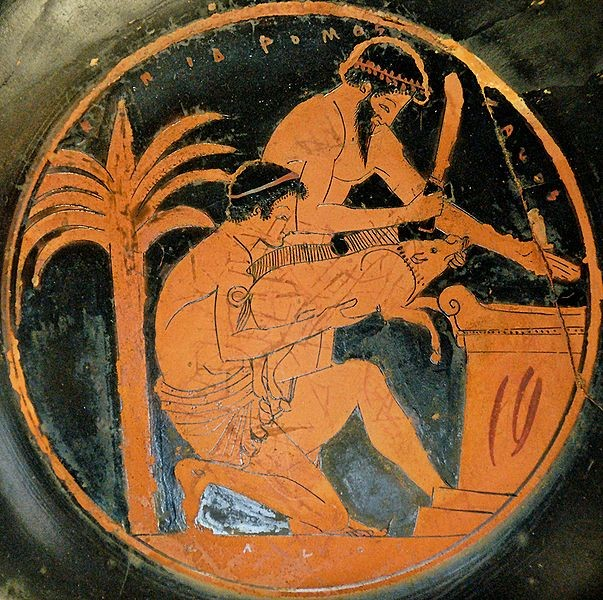
Deux hommes s'apprêtent à sacrifier un porc sur un autel. Kylix athénien à figures rouges, v. 510–500 av. J.-C. Musée du Louvre.
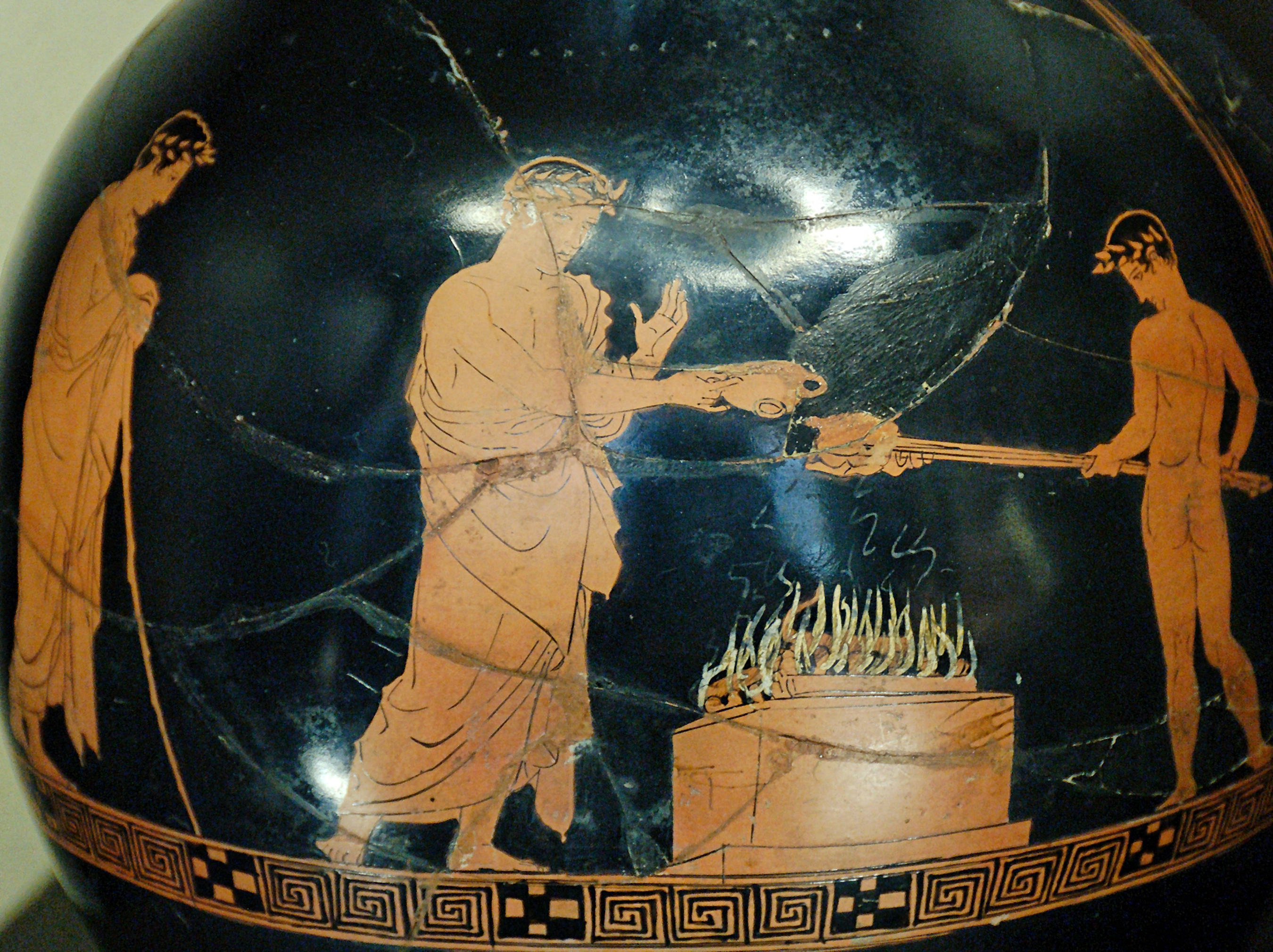
Homme versant une libation pendant qu'un jeune homme expose au feu des broches portant la viande d'un animal sacrifié. Œnochoé à figures rouges, v. 430-425 av. J.-C. Musée du Louvre.

Le rituel sacrificiel doit être savamment mis en scène afin de susciter l'attention des dieux, qui sont attirés par le beau (kallos) et sont donc dans des dispositions plus favorables si on leur voue un beau rituel. Les sacrifices peuvent donc comprendre tout ce qui peut éveiller leurs sens et fait partie de l'offrande : un bel animal à sacrifier, de beaux vêtements portés par les participants, du beau mobilier, de la musique et des chants agréables à entendre, de bonnes odeurs, etc.
L'origine mythologique du sacrifice qui est la plus répandue est celle donnée par Hésiode lorsqu'il relate le premier sacrifice accompli par Prométhée (Théogonie, notamment 556-557, aussi dans Les Travaux et les Jours) :

« En dépit de sa colère, il renonça à la rancune qu’il gardait à Prométhée,
pour être entré en lutte contre les desseins du bouillant fils de Cronos.
 C’était aux temps où se réglait la querelle des dieux et des hommes mortels,
à Mécôné. En ce jour-là Prométhée avait, d’un cœur empressé, partagé un bœuf énorme,
qu’il avait ensuite placé devant tous. Il cherchait à tromper la pensée de Zeus :
pour l’un des deux partis, il avait mis sous la peau
chairs et entrailles lourdes de graisse, puis recouvert le tout du ventre du bœuf ;
pour l’autre, il avait, par une ruse perfide, disposé
en un tas les os nus de la bête, puis recouvert le tout de graisse blanche.

Sur quoi, le père des dieux et des hommes lui dit :
« Ô fils de Japet, noble sire entre tous,
tu as, bel ami, été bien partial en faisant les lots ».
Ainsi, railleur, parlait Zeus aux conseils éternels.
Et Prométhée aux pensers fourbes lui répondit
avec un léger sourire, soucieux de sa ruse perfide :
« Zeus très grand, le plus glorieux des dieux toujours vivants,
choisis donc de ces parts celle que ton cœur t’indique en ta poitrine ».
Il dit, le cœur plein de fourbe, et Zeus aux conseils éternels
comprit la ruse et sut la reconnaître. Mais déjà, en son cœur, il méditait la ruine
des mortels, tout comme en fait il devait l’achever.
De ses deux mains il souleva la graisse blanche,
et la colère emplit son âme, tandis que la bile montait à son cœur,
à la vue des os nus de la bête, trahissant la ruse perfide.

– Et aussi bien est-ce pourquoi, sur la terre, les fils des hommes brûlent aux immortels
les os nus des victimes sur les autels odorants.
– Et, indigné, l’assembleur de nuées, Zeus, dit :
« Ah ! fils de Japet, qui en sais plus que nul au monde,
je le vois, bel ami, tu n’as pas encore oublié la ruse perfide ».
Ainsi, irrité, parlait Zeus aux conseils éternels ;
et, dès lors, de cette ruse gardant toujours le souvenir,
il se refusait à diriger sur les frênes l’élan du feu infatigable
pour le profit des mortels, habitants de cette terre.
Mais le brave fils de Japet sut le tromper

et déroba, au creux d’une férule, l’éclatante lueur
du feu infatigable ; et Zeus, qui gronde dans les nues,

fut mordu profondément au cœur et s’irrita en son âme,
quand il vit briller au milieu des hommes l’éclatante lueur du feu.
Aussitôt, en place du feu, il créa un mal, destiné aux humains. »

— Théogonie, vers 533-570, Traduction Paul Mazon
Dans l'interprétation évolutionniste de W. Burkert, partant des analyses de K. Meuli, l'emphase est mise sur l'acte de mise à mort de l'animal : le sacrifice dériverait de pratiques de chasseurs préhistoriques cherchant à évacuer la culpabilité entraînée par le fait de tuer. Dans l'interprétation de l'école de Paris (M. Detienne, J.-P. Vernant), l'emphase est mise sur la consommation alimentaire de l'animal sacrifié et la solidarité qu'elle instaure entre les commensaux. Le sacrifice est un acte marquant la séparation entre humains et divinités, tout en établissant un lien entre les deux. En fin de compte, selon R. Parker, le rite sacrificiel combine à un même niveau d'importance un honneur rendu par les humains aux divinités, par la médiation de l'animal sacrifié, et une forme de sociabilité entre les humains par le biais du banquet collectif qui suit le sacrifice, au cours duquel sont consommés les restes de l'animal. Bien d'autres possibilités d'interprétation de la signification du sacrifice existent, et de nouvelles approches comme l'analyse des ossements d'animaux sacrifiés retrouvés dans les sanctuaires permettent de faire progresser les connaissances sur ce sujet vaste et complexe,.
De plus, il existe une grande variété de formes de sacrifices aux côtés de celle qui est la plus répandue et étudiée. Par exemple, Pausanias (Livre VII, XVIII 12-13) décrit un rituel sacrificiel ayant lieu de son temps pour Artémis à Patras durant lequel les participants jettent dans le feu des animaux, qui sont donc consumés sans être consommés, :
[La veille du sacrifice, le lieu est préparé et la statue de la déesse est amenée par des chars tirés par des cerfs]

« Le lendemain on prépare le sacrifice, et tous y assistent avec autant de dévotion que d'allégresse. Entre la balustrade et l'autel il y a un grand espace où l'on jette toute sorte d'animaux tout en vie, premièrement des oiseaux bons à manger ; en second lieu des victimes plus considérables, comme des sangliers, des cerfs, des chevreuils, des louveteaux, des ourseaux, même des loups et des ours ; troisièmement des fruits de toute espèce.

Ensuite on met le feu au bûcher. Alors ces animaux qui sentent la chaleur de la flamme deviennent furieux, ainsi que j'en ai été témoin ; quelques-uns même s'élancent par dessus la balustrade et cherchent à s'échapper ; mais on les reprend et on les ramène à l'autel ; ce qu'il y a de particuler, c'est qu'au rapport de ces peuples il n'en arrive point d'accident, et que jamais personne n'a été blessé en cette occasion. »

Il a souvent été considéré que l'opposition entre sacrifice par incinération, ou holocauste, et sacrifice sanglant reflétait l'opposition entre cultes aux dieux chthoniens (liés au monde d'en-bas, aux Enfers) et cultes aux dieux olympiens/ouraniens (liés au monde céleste), mais ce n'est pas aussi simple car il y a plusieurs contre-exemples,.
Quoi qu'il en soit, la présence courante de rituels d'holocauste indique qu'il existe une vaste gamme de variations autour du sacrifice animal, ce qui renvoie à la diversité des rituels en fonction des lieux, également aux  évolutions des pratiques dans le temps, puisque l'holocauste semble prendre en importance aux époques hellénistique et romaine. Du reste même dans le cas du sacrifice sanglant s'observent de grandes différences, qui apparaissent notamment dans les lois sacrées, qu'il s'agisse du type d'animal sacrifié, des manières de le tuer, ou des modalités de partage de ses restes. Il y a ainsi de nombreux cas d'holocaustes partiels — ou « moirocaustes » selon la formule de S. Scullion — au cours desquels seule une partie de l'animal est brulée. Entrent également en compte les autres gestes rituels les accompagnant, notamment les libations, etc. autant de phénomènes qui posent des problèmes d'interprétation et imposent d'aller au-delà du sacrifice animal « standard »,.

### Les sacrifices non sanglants et végétaux

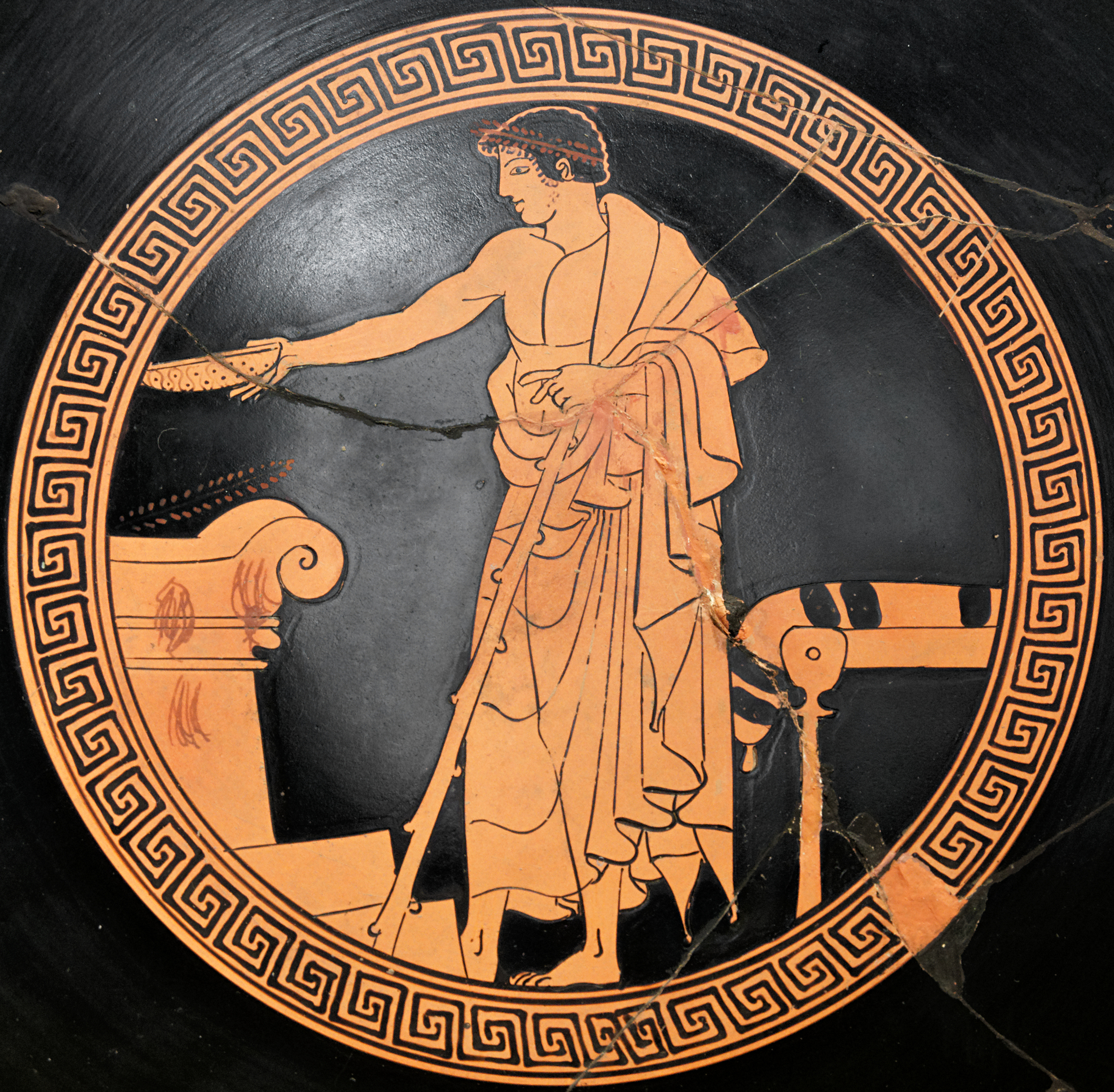
Scène de libation sur un autel à partir d'une phiale, coupe à figures rouges, v. 480 av. J.-C. Musée du Louvre.

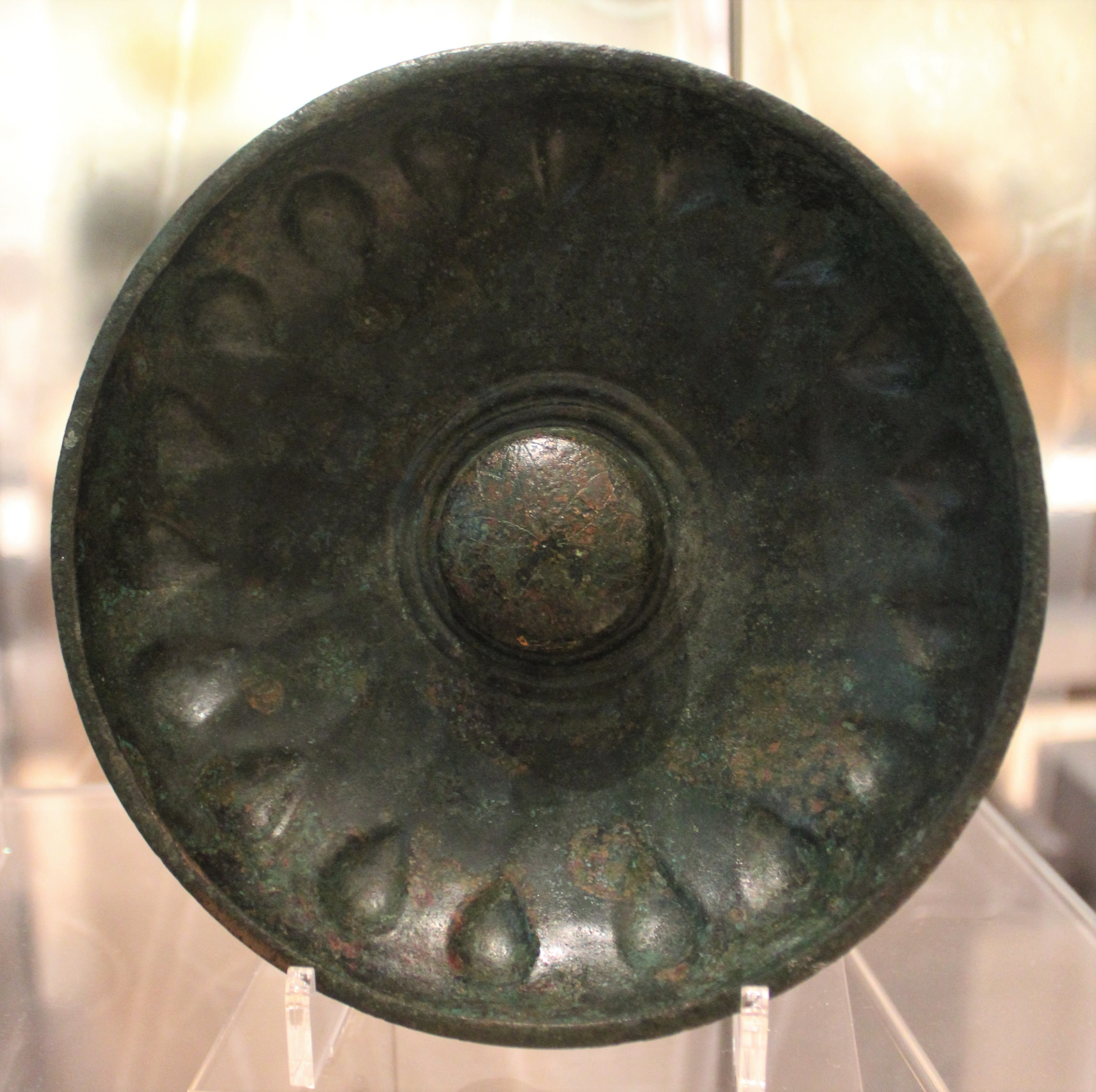
Phiale en bronze, avec des creux servant à faciliter la prise des doigts pour tenir l'objet à une main en versant la libation. Ashmolean Museum.

Les offrandes alimentaires destinées aux dieux et autres êtres surnaturels ne se limitent pas aux sacrifices d'animaux, puisqu'on peut leur offrir tout ce qui est propre à l'alimentation humaine. Ainsi les paysans offrent les prémices (les premiers produits d'une de leurs productions) font des « offrandes saisonnières » à partir de ce qu'ils produisent : épis de blé et d'orge, fruits (raisins, figues, olives), vin, lait, etc. Les textes évoquent des « pancarpies », mélanges de fruits accompagnés d'orge, de libations, de laine, et des « panspermies », mélanges de légumes et graines cuits en bouillie dans une marmite. On offre aussi des pains et des gâteaux. Ces offrandes sont présentées sur l'autel de la divinité puis partagées entre les participants au rituel, comme on le fait pour la viande de l'animal immolé. 
Dans certains cas, comme celui du sanctuaire de Déméter à Phigalie en Arcadie évoqué par Pausanias, la tradition veut qu'on n'immole aucun animal à la déesse et qu'on lui fasse uniquement des offrandes alimentaires non sanglantes. 
Une loi sacrée du sanctuaire de Despoina, également en Arcadie, prévoit des offrandes non sanglantes et sanglantes :

« Que ceux qui sacrifient utilisent pour les offrandes additionnelles de l'olivier et du myrte, des rayons de miel, des grains d'orge sans ivraie, pour les statues des (capsules de) pavots blancs et des lampes, pour les parfums à brûler de la myrrhe et des aromates. Que ceux qui offrent des sacrifices à Despoina sacrifient des victimes femelles blanches ... »

— Loi sacrée du sanctuaire de Despoina, IIIe siècle av. J.-C. (IG V, 2, 514).
Pour Théophraste, de modestes sacrifices végétaux, moins couteux que les sacrifices animaux, sont préférables à ces derniers et permettent d'atteindre son idéal de piété continue. Mais généralement les sacrifices alimentaires non sanglants, notamment les dons de céréales et de vin, accompagnent les sacrifices animaux classiques, et ne constituent donc pas un système à part.
Les libations sont une catégorie importante d'offrande : on offre une boisson à une divinité, un héros ou un défunt en la versant sur son autel, sur le sol, ou sur une tombe. Il s'agit en général de vin, d'huile vierge ou aromatique, de miel ou liquides miellés, voire d'eau. Cet acte est désigné avant tout par deux termes qui font référence à deux manières différentes de l'accomplir : spondé, plutôt associé aux libations en vin, mais pas systématiquement, dans lequel le versement est contrôlé, se faisant d'abord d'une jarre (œnochoé) vers une coupe (phiale) avant le versement définitif ; choé, la « libation totale », en général non alcoolique, qui consiste à vider complètement un grand récipient. La libation occupe une place importante au moment de réciter une prière, dans le sacrifice animal, dans les rites aux héros, défunts et divinités chthoniennes,.
Les offrandes odoriférantes sont également importantes, pour procurer du plaisir olfactif aux divinités, voire aussi, plus prosaïquement, afin de couvrir les odeurs de sang lors des sacrifices animaux. Les huiles parfumées peuvent être versées dans un feu pour produire une odeur agréable, ou bien offertes telles quelles à une divinité. L'encens occupe une place importante dans les offrandes : un des gestes rituels les plus courants est de jeter des grains d'encens dans des flammes, sur l'autel ou dans un encensoir. Il peut avoir plusieurs fonctions : « purifier et former un écran protecteur ; attirer l'attention des dieux ; adresser un message, porter une prière ; réjouir et apaiser les dieux, voire les nourrir. » Il peut certes s'agir d'encens à proprement parler, importé depuis la lointaine « Arabie heureuse » et très couteux, mais le plus souvent il semble qu'on brûle des substances confectionnées à partir de variétés endémiques à la Grèce (pistachier lentisque, genévrier).
Ces « petites » offrandes sont certes bien moins étudiées que le sacrifice sanglant, mais leur place dans les rites est loin d'être négligeable. Elles peuvent constituer un rite d'offrande indépendant, et occupent sans doute une place majeure dans la dévotion quotidienne. Ce sont aussi les gestes rituels qui survivent à la disparition des cultes polythéistes, qui s'accompagne de la fin du sacrifice animal.

### Hymnes, musique et danses
Les rituels étant pensés comme des réjouissances visant à satisfaire les divinités en leur présentant autant de belles choses que possible, ils peuvent être accompagnés de chants, de musique et de danses qui, dans un contexte rituel, sont pensées comme des offrandes. Ainsi comme vu plus haut les hymnes se différencient des prières par le fait que leur but n'est pas d'exposer aux divinités destinataires le but du rituel exécuté, mais d'agrémenter ce rituel afin de plaire à celles-ci, en chantant leurs louanges, et ainsi s'attirer leurs faveurs pour qu'elles donnent suite à la demande formulée dans la prière. 
Une catégorie d'hymnes est spécifiquement destinée à être récitée lors de rituels, les hymnes cultuels, en premier lieu les dithyrambes récités en l'honneur de Dionysos et les péans destinés à l'origine à Apollon et aux dieux guérisseurs. Ils sont notamment connus par des inscriptions trouvées dans des sanctuaires (Delphes, Épidaure). D'autres sont plutôt composés pour des compétitions poétiques (qui sont elles-mêmes une partie d'une fête religieuse), notamment les Hymnes homériques. Les hymnes aux dieux et les concours poétiques ont joué un grand rôle dans l'essor de la poésie grecque. 
La musique joue également un rôle important dans le culte pour accompagner les hymnes. Ainsi une inscription de 128 av. J.-C. trouvée à Delphes présente des hymnes accompagnés de partitions musicales. Tout cela sert à attirer l'oreille des dieux, à leur procurer du plaisir, à manifester la piété de ceux qui accomplissent le sacrifice. Des musiciens sont spécialisés dans l'exécution de ces hymnes, et certaines anecdotes indiquent que le succès de la demande formulée lors du sacrifice peut dépendre de leurs talents. Les instruments employés sont surtout la flûte, la cithare et la lyre. L'exécution de danses accompagnant ces chants et musiques participe également de cette volonté de plaire aux dieux, en particulier lors des fêtes.

### Les offrandes votives
Les offrandes votives faites aux divinités à la suite d'un vœu, dans la dynamique de don/contre-don, entreposées dans leurs sanctuaires (anathémata), se distinguent des autres types de sacrifices par leur caractère permanent, non périssable. Elles visent aussi à préserver le souvenir du geste d'offrande, et sont souvent accompagnées d'une inscription de dédicace, ou bien consignées dans les inventaires des sanctuaires qui gardent la trace de la piété du donateur. Les fouilles archéologiques ont permis la mise au jour d'une très grande quantité d’ex-voto en tout genre, et les offrandes sont à l'origine de la commande d'un bon nombre de réalisations artistiques, mineures comme majeures, qui nous sont parvenues de la Grèce antique. Ces dons s'entassent dans les sanctuaires dont ils constituent un élément caractéristique, jusqu'à causer leur encombrement. Ils témoignent aussi bien d'une piété personnelle que d'une piété officielle. Les offrandes les plus impressionnantes aux époques archaïque et classique sont celles des cités, qui dédicacent des objets en métaux précieux à leurs divinités tutélaires, et surtout les monuments de leur sanctuaire dont elles financent la réalisation, en premier lieu les temples et leur décor. Lors des grandes victoires, elles se tournent aussi vers les sanctuaires panhelléniques (Delphes, Olympie notamment) où elles vouent leurs propres monuments, disposant parfois de trésors qui contiennent les offrandes qu'elles ont faites ; elles offrent notamment des trophées de guerre (les dépouilles opimes). Le particularisme, même dans le domaine religieux, éclate alors au grand jour car on ne célèbre pas seulement les victoires sur l'ennemi commun mais aussi, et peut-être surtout, les victoires d'une cité sur une autre : Sparte célébrant sa victoire sur Athènes dressera à Delphes son ex-voto en face de celui d'Athènes, ou Thèbes en face de celui de Sparte, également à Delphes. Du côté des individus, les hommes politiques, généraux et vainqueurs de concours sont d'importants donateurs, mais les gens du commun font également des offrandes avec leurs propres moyens. Si les plus riches peuvent offrir des monuments, des statues et des objets précieux, on offre aussi des objets servant aux rites sacrificiels (récipients, broches), des figurines en céramique ou métal, des vêtements et étoffes, des ornements, etc. en fonction de ses moyens. Certaines offrandes renvoient plus directement à l'objet de la demande : les sanctuaires des dieux guérisseurs ont ainsi livré des figurines représentant les membres malades des donateurs qui demandent ou ont obtenu la guérison, ainsi que des stèles comportant les histoires de personne ayant été guéries. L'offrande de chevelure est également courante, ainsi que diverses formes de dons marquant un renoncement et un abandon, comme le fait de laisser un objet représentatif de son métier au moment où on cesse de travailler,,. À l'époque hellénistique, les rois deviennent les principaux donateurs, puis les généraux romains reprennent ce rôle à leur compte, avant les empereurs. Durant ces mêmes époques se développe également l'évergétisme privé des notables qui se porte en partie vers les sanctuaires.

### La question du sacrifice humain
La question du sacrifice humain est présente dans plusieurs légendes : 
- chez Plutarque dans Thémistocle ; il est davantage question ici d'un acte de désespoir. En effet, le sacrifice des trois prisonniers perses permet la victoire des grecs lors de la bataille de Salamine[83].
- Aristomène, roi de Messénie, aurait offert à Zeus le sacrifice de 300 hommes, dont le roi de Sparte[84].
- Une variante de la légende de Polyxène, amante d'Achille, raconte que cette princesse troyenne fut immolée par les Grecs (Ulysse et Diomède chez Euripide), puis mise en terre par Néoptolème. C’est cette variante qu'a suivie Euripide dans sa tragédie Hécube.

Cependant, l’archéologie n’a pas apporté la preuve concrète de telles pratiques. 

## Les fêtes
Les fêtes religieuses sont des rituels complexes, qui se produisent périodiquement et suspendent le rythme quotidien. Elles sont généralement désignées par le terme heortai (sg. heortê), « associé à la bonne chère, à la bonne compagnie et au divertissement », Démocrite considérant qu'« une vie sans heortai est comme une route sans auberge. »

### Calendriers cultuels et temps sacré

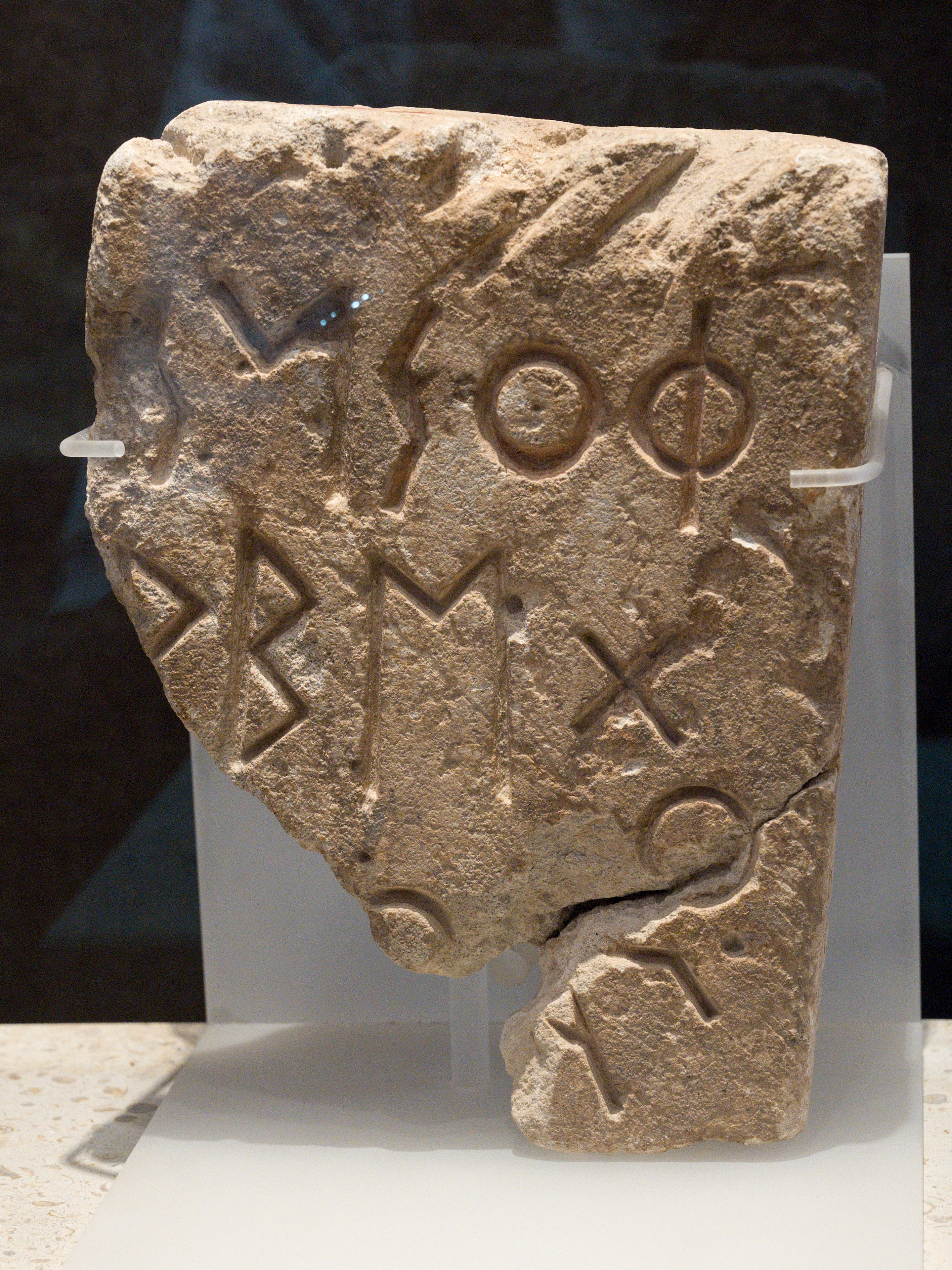
Fragment d'une stèle comportant un calendrier cultuel de Corinthe : offrandes de cochons pour le mois de Phoinikes. Vers 550-500 av. J.-C. Musée archéologique de l'ancienne Corinthe.

Une fête se produit à des intervalles réguliers, généralement une fois dans l'année. Les calendriers antiques sont avant tout des calendriers cultuels, détaillant le déroulement des rituels, marqués par les fêtes, les plus importantes donnant souvent leur nom au mois durant lequel elles se déroulent, par exemple à Athènes le mois d'Anthesterion durant lequel se déroulent les Anthestéries. Les noms divins sont une autre source de noms de mois, de même que ceux des monarques à partir de l'époque hellénistique. Chaque cité a donc son propre calendrier, marqué par ses principales fêtes et ses autres rituels. Il en va de même pour ses subdivisions, ainsi les dèmes athéniens qui ont chacun leur propre calendrier,.
Les fêtes constituent une coupure dans le rythme quotidien, un moment à part, durant lequel le sacré est au premier plan dans la vie de la cité. On arrête de travailler pour jouer son rôle dans le déroulement des festivités. Cela se manifeste aussi par l'instauration d'une trêve, qui concerne aussi bien les rivalités internes à la cité que les conflits externes, et toute infraction à cela est un outrage religieux. Durant les fêtes panhelléniques les guerres sont interrompues, notamment pour permettre les déplacements de ceux qui se rendent dans les sanctuaires où elles se déroulent. La tenue des Karneia de Sparte est la raison pour laquelle les soldats de cette cité ne sont pas arrivés à temps pour prendre part à la bataille de Marathon, et se sont présentés en petit nombre pour faire face aux Perses aux Thermopyles.

### Processions, sacrifices et mise en scène

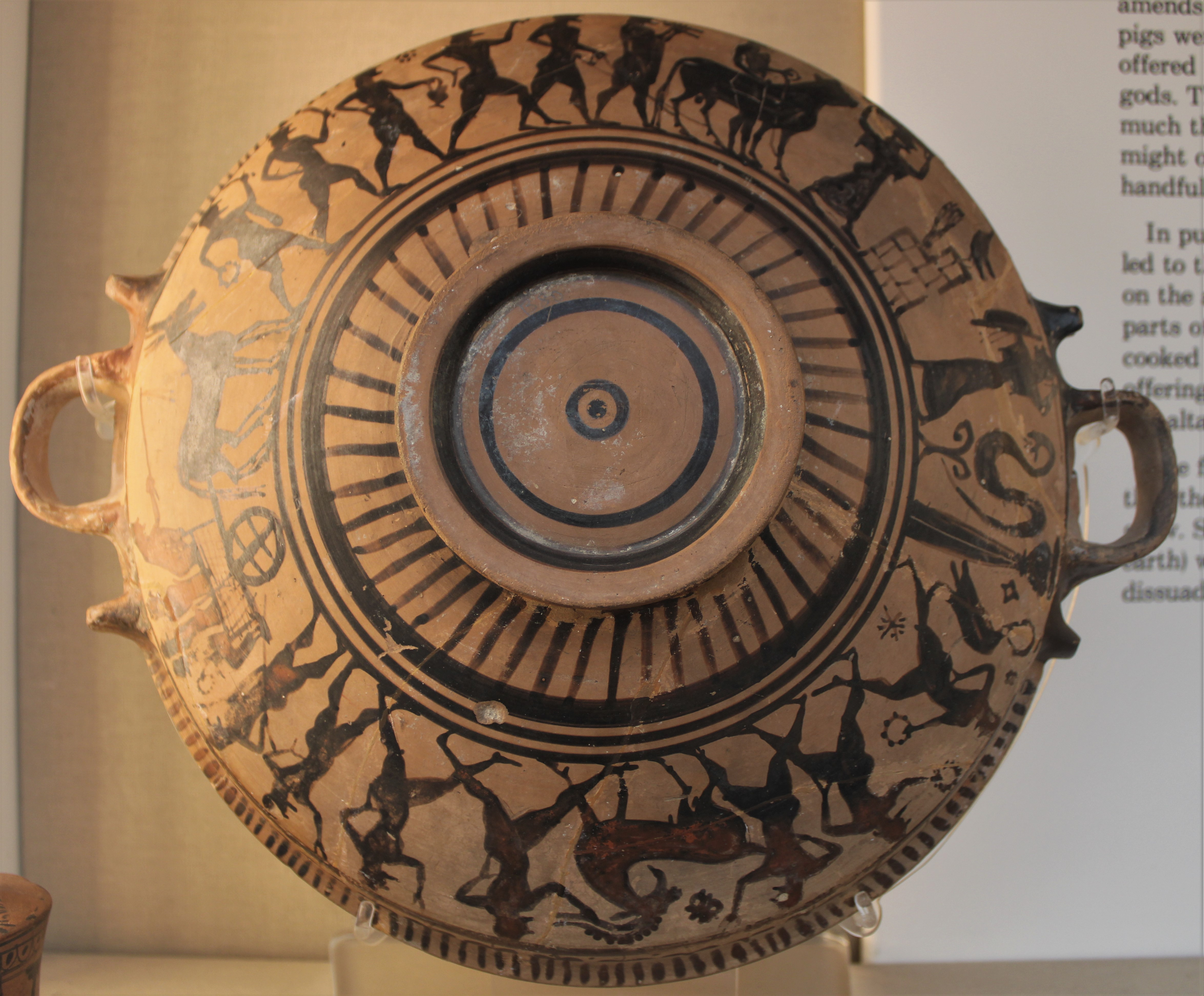
Lékané (bol) à figures noires béotien représentant une procession sacrificielle à Athéna : la déesse armée est figurée à droite, devant un autel ; une procession conduite par une prêtresse emmène un taureau sacrificiel, diverses offrandes, des musiciens, des danseurs. Milieu British Museum.

Expression de la piété d'une collectivité (cité, dème, association cultuelle, royaume), les fêtes intègrent les divers éléments qui sont présents dans les pratiques d'offrandes habituelles, mais elles le font en plus grand : elles sont spectaculaires, aussi bien pour les divinités auxquelles elles sont destinées et qu'elles doivent contenter plus que d'ordinaire, que pour leurs participants dont elles manifestent la cohésion en tant que groupe.
La fête est un moment durant lequel la communauté se donne à voir, aussi on prend soin de bien s'apprêter : de beaux vêtements, des couronnes et d'autres objets font qu'on a une apparence différente de celle des autres jours. C'est aussi le moment pour les notables d'affirmer leur rôle prépondérant dans la communauté, en contribuant à l'organisation et au financement des fêtes et des spectacles qui y ont lieu, par les liturgies dans l'Athènes classique, et l'« évergétisme » aux époques hellénistique et romaine,.

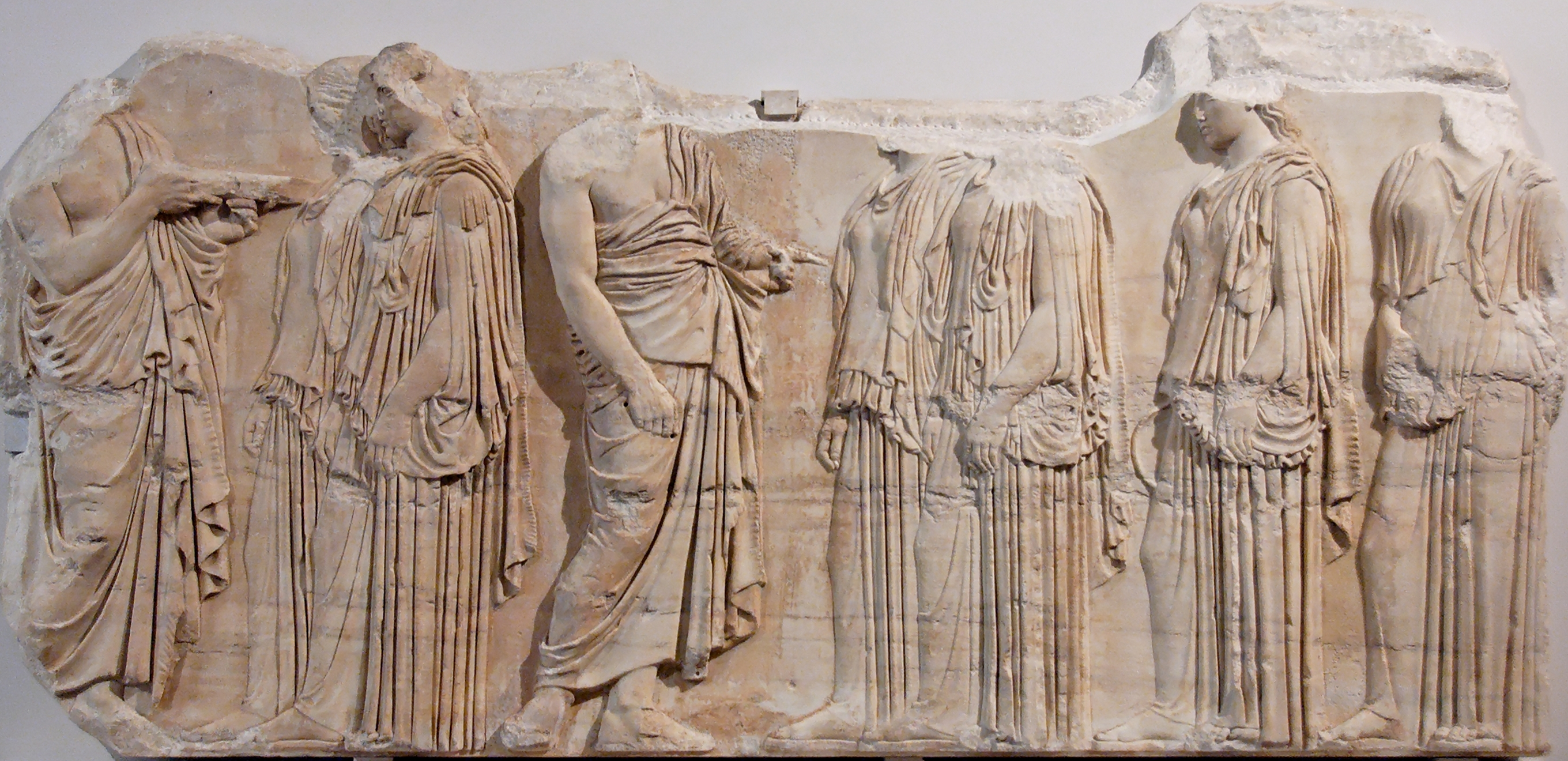
Les « Ergastines » (« tisseuses »), frise du Parthénon, côté est, côté nord. Musée du Louvre.

La pompè, « escorte », « cortège » ou « procession » (qui se retrouve également dans les rites matrimoniaux et funéraires) est une composante essentielle des grandes fêtes. Les groupes des différents participants à la fête s'y forment, portant des objets sacrés (corbeilles, récipients en céramiques, rameaux, chariots, etc.) qui sont amenés à jouer un rôle dans les rituels. Ils parcourent un espace qu'ils marquent symboliquement, la procession confirmant le caractère sacré des lieux traversés (une « voie sacrée »). La frise du Parthénon (v. 442-438 av. J.-C.) représentant la procession des Panathénées, les grandes fêtes célébrées en l'honneur d'Athéna à Athènes, permet d'approcher l'organisation d'une pompè : on offre à cette occasion une nouvelle robe à la déesse, vêtement transporté par le prêtre d'Érecthée qui dirige le cortège, rejoint par deux files conduisant les animaux à sacrifier et les objets rituels, où se retrouvent des musiciens, des chars, des jeunes hommes et jeunes filles, les tisseuses de la robe de la déesse, etc. toute la communauté civique qui se retrouve et manifeste son unité et son identité, traversant les grands lieux de la cité (le cimetière du Céramique, l'agora, puis l'Acropole),.
La fête est le moment privilégié de déroulement du sacrifice animal. C'est un temps fort des festivités, et les plus importantes célébrations donnent lieu à de nombreuses immolations, notamment le sacrifice de cent bêtes, hécatombe (Hécatombaia). Le repas sacrificiel qui s'ensuit est un véritable banquet réunissant les membres du groupe qui organise la fête, jusqu'à toute la population de la cité lors des principales fêtes, qui donnent lieu aux plus importantes réjouissances. Parfois les banquets comprennent un lit et une table dressés pour les dieux, lors du rituel appelé théoxénie, qui à Delphes est une fête majeure. Des salles de banquet sont aménagées spécifiquement pour les fêtes, même les repas collectifs ont la plupart du temps lieu en plein air. C'est en particulier autour de son organisation que se jouent les aspects politiques de la fête : durant l'époque classique les banquets sont financés directement par la cité ou les liturgies, puis à partir de l'époque hellénistique les évergètes jouent le rôle majeur.
Plus généralement, les fêtes sont l'occasion de collecter des offrandes, et d'accomplir tous types de rituels visant à réjouir les dieux, notamment tout ce qui a caractère de spectacle, en particulier les danses et les chants. Certaines processions peuvent être l'occasion de porter des masques représentant des figures fantastiques ou des animaux, ou, dans certains cultes à dominante féminine (comme les Thesmophories athéniennes), des phallus géants ou postiches.

### Les concours
Un autre élément caractéristique des grandes fêtes religieuses grecques est le déroulement d'un concours, agon. Les Grecs ont un esprit de compétition très affirmé, et peuvent organiser des concours pour toutes sortes de choses : « le sport et la beauté physique, l'artisanat et l'art, le chant et la danse, le théâtre et le débat. » Les concours musicaux, poétiques et théâtraux sont très importants, organisés sous les auspices d'Apollon et de Dionysos, notamment lors des Grandes Dionysies athéniennes qui ont vu les premières représentations des grandes œuvres théâtrales de l'époque classique. Mais les concours sportifs sont de loin les plus populaires. Homère les évoque dans le cadre des funérailles de Patrocle, ce qui a laissé penser à certains spécialistes que ce type de concours était lié à l'origine à des rites funéraires ou des cultes héroïques, mais d'autres leur cherchent plutôt une origine agraire, ou initiatique. À l'époque classique se sont affirmés les grands concours panhelléniques qui forment un circuit et dont les vainqueurs ont un prestige immense : les « Jeux olympiques » à Olympie, les « Jeux pythiques » à Delphes, les « Jeux isthmiques » à l'Isthme de Corinthe, et les Jeux de Némée. D'autres concours sportifs ont lieu dans d'autres cités, par exemple lors des Panathénées athéniennes, ou les Héraia de Samos, mais ils sont moins réputés,,. Durant l'époque hellénistique et l'époque romaine, les concours se multiplient et deviennent une caractéristique de l'hellénisme, adoptée par les Romains. Les plus importants sont généralement instaurés sous le patronage des monarques et dans le cadre de leur culte (Ptolemaia d'Alexandrie, Niképhoria de Pergame, nombreux concours fondés par ou en l'honneur des empereurs romains, comme les Nea Actia de Nicopolis d'Épire) et confèrent des revenus et honneurs considérables (jeux « isélastiques »), mais il s'en trouve jusque dans des petites cités. La christianisation met fin aux concours antiques.

## Oracles et divination

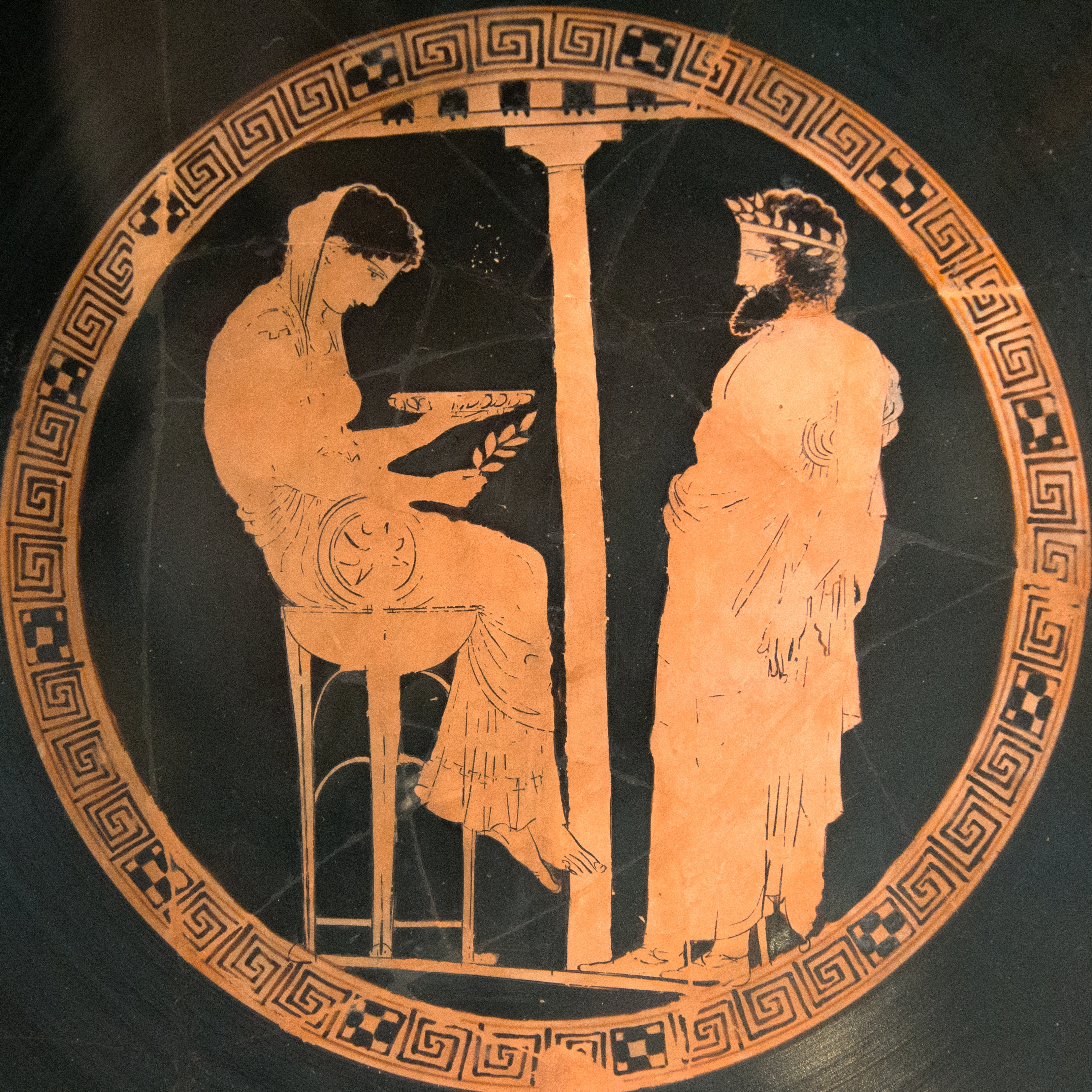
Égée consultant la Pythie de Delphes, céramique du

La divination (mantikè) consiste en l'interprétation de signes envoyés par les dieux, à travers lesquels ils « offrent aux hommes directives et directions, parfois sous forme cryptée. » Son but n'est pas simplement la prédiction du futur, mais « la clarification d'un point spécifique, présent, futur ou passé. » Autrement dit, « le consultant n'attend pas de l'oracle qu'il lui prédise un avenir déjà inexorablement fixé mais qu'il lui indique, dans un cas précis, ce qu'il doit faire ou ne pas faire pour que les choses tournent à son avantage et que se réalisent les éventualités les plus favorables. »
Une divination peut être suscitée volontairement par des humains, par le biais d'un rituel sollicitant l'avis de la divinité, ou bien être délivrée spontanément par celle-ci. Il est courant de distinguer deux formes principales de divination : la divination inductive, reposant sur l'interprétation des signes envoyés par les dieux, et la divination inspirée, dans laquelle le message est transmis par le biais d'un médium, un prophète ou (plus souvent) une prophétesse.
La divination inductive recourt généralement aux services d'un devin, mantis, spécialiste dans l'art de décoder les messages divins, et qui peut être spécialisé dans un certain type de signes. Les devins sont souvent accusés de charlatanisme, cette forme de divination étant tenue en moins bonne estime que l'autre. Le signe peut être un événement spectaculaire et inhabituel : une éclipse du Soleil ou de la Lune, un tremblement de terre, une statue divine qui se met à suer, etc. Les animaux sont tenus pour être souvent employés par les dieux pour véhiculer leur message : des animaux guident les hommes pour leur indiquer où ériger un sanctuaire, le vol des oiseaux est dirigé par un dieu qui souhaite transmettre un message à ceux qui l'observent (ornithomancie), et un animal sacrifié sera observé avec minutie pour voir s'il ne porte pas de message divin, que ce soit son comportement de son vivant ou bien les aspects de son cadavre après sa mort (hiéromancie) ou la manière dont les parties de son corps incinérées se consument (empyromancie). La divination par tirage au sort (cléromancie) est également répandue. Plus largement, on peut trouver un message divin dans toute chose un tant soit peu inhabituelle qui se produit, qui paraît être un hasard mais ne l'est pas (clédonomancie) : un éternuement, une rencontre fortuite, une coïncidence frappante, etc.. L'astrologie se développe dans le monde grec surtout à partir de l'époque hellénistique, largement sous l'influence des pratiques babyloniennes, avant tout sous la forme des horoscopes.

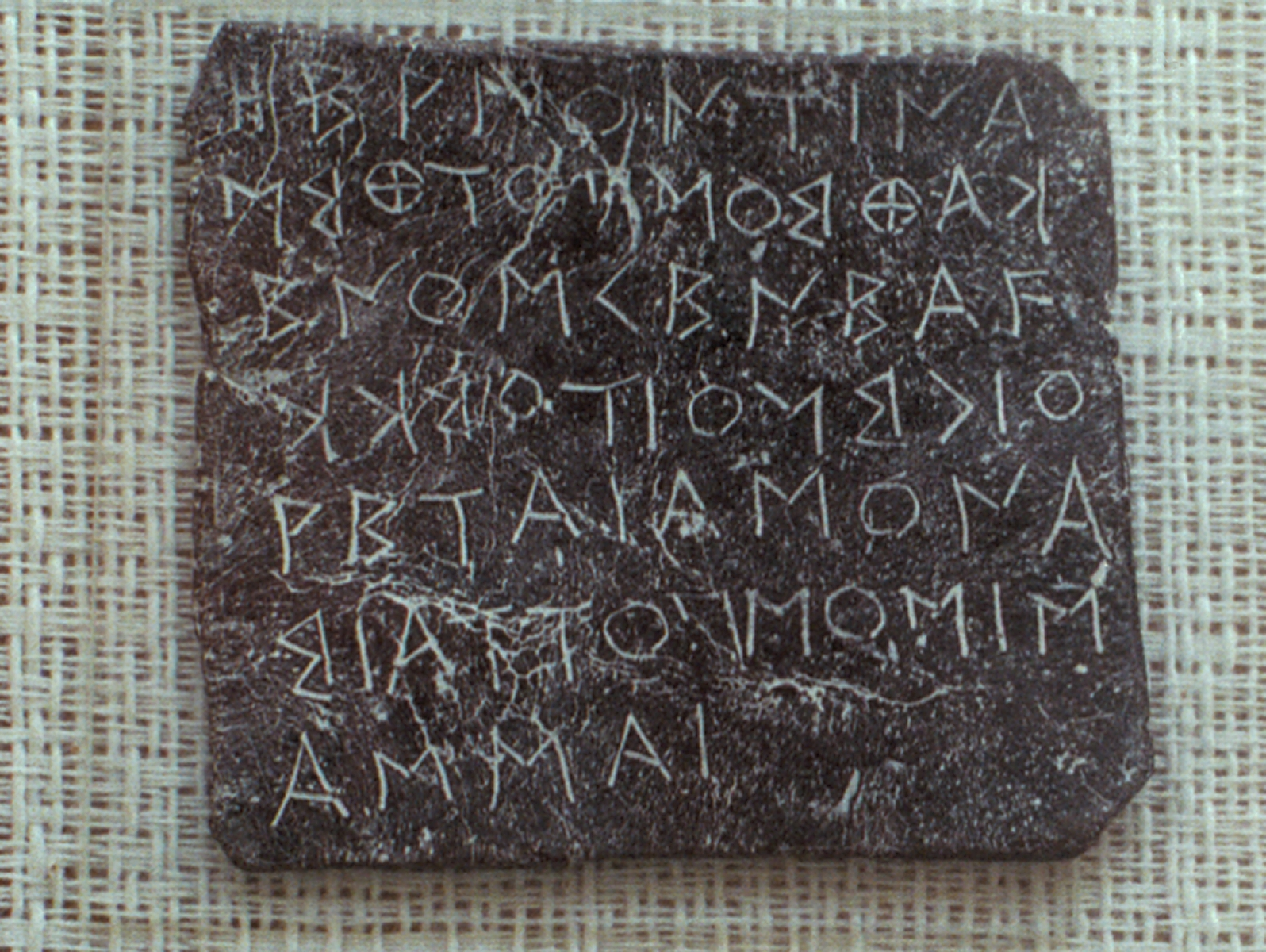
Inscription oraculaire sur lamelle de plomb, Dodone, fin du Musée archéologique de Ioannina.

La divination inspirée est vue comme la forme supérieure de divination. L'oniromancie, la divination par le rêve, joue un rôle important dans les récits littéraires, mais aussi dans la vie courante. Il existe des sanctuaires où se pratique l'incubation, c'est-à-dire qu'une personne va y dormir dans l'espoir de recevoir un message divin en rêve ; c'est notamment le cas de sanctuaires héroïques, et de ceux du dieu-héros guérisseur Asclépios. L'oracle passe par l’enthousiasmos, dérivé du mot entheos, « au-dedans d'un dieu », un état psychique anormal durant lequel un dieu parle à travers une personne ou du moins lui transmet la vérité, les Anciens débattant de la nature du phénomène, « possession » ou « inspiration ». Le plus connu est l'oracle de Delphes, délivré par la Pythie, mais ils s'en trouvait beaucoup d'autres : Apollon est le dieu des oracles par excellence, puisqu'il dispose en plus de Delphes d'oracles de premier plan à Didymes et Claros en Asie Mineure ou Cumes en Italie ; Zeus délivre des oracles à Dodone, et des héros à plusieurs endroits (Amphiaraos à Oropos, Trophonios à Lébadée). Les oracles sont documentés par des recueils antiques, des inscriptions, et des lamelles oraculaires provenant de Dodone. Les questions posées concernent généralement des rituels, ou bien des préoccupations ordinaires des fidèles : enfantement, opportunité de mariage, de carrière, santé, et plus largement la manière d'obtenir la faveur divine. Les questionnements politiques et militaires sont surtout attestés à Delphes durant les époques archaïque et classique, quand cet oracle a pour fonction de donner une sanction divine à des décisions politiques importantes et/ou controversées (fondation d'une colonie, opportunité d'un conflit, etc.). S'ils n'ont pas été accusés de charlatanisme (les dieux ne pouvaient être considérés comme des menteurs), en revanche l'ambiguïté des messages oraculaires, souvent formulés de façon cryptique et laissant plusieurs possibilités d'interprétation (auquel cas l'éventuelle erreur revient à l'humain qui la fait), revient souvent dans les textes littéraires, encore qu'il faille tenir compte du fait qu'un certain nombre d'oracles parvenus par ce biais sont des faux forgés a posteriori à partir d'événements dont on connaissait déjà l'issue.
La divination est assez peu documentée pour l'époque hellénistique, alors qu'elle l'est un peu plus pour l'époque romaine, notamment parce qu'elle intéresse les auteurs de la seconde sophistique. Des questions plus théologiques et philosophiques, sur la nature des divinités par exemple, sont posées dans les grands centres oraculaires d'Asie Mineure. L'astrologie connaît une vogue. La christianisation se traduit par la fermeture des grands centres oraculaires, et l'évolution des pratiques ; les Chrétiens adoptent par exemple la pratique de l'incubation.

## Cultes à mystères

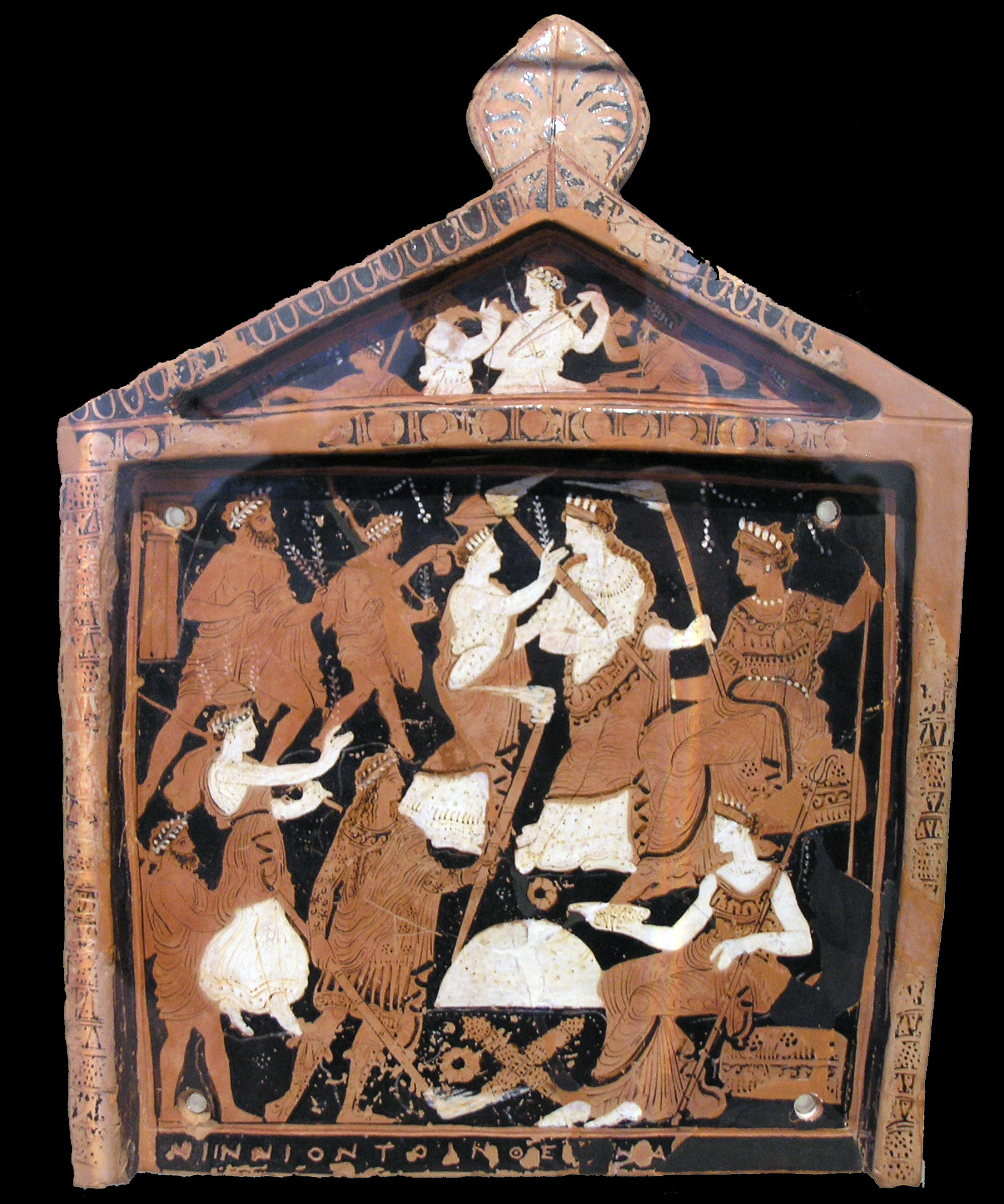
Tablette de Ninnion : Déméter et Korè accueillant une procession des mystères. Milieu du, musée national archéologique d'Athènes.

Les cultes à mystères (mysteria « secret » ; on trouve aussi teletê ou orgia pour désigner ces rites) sont rendus à des divinités et sont caractérisés comme leur nom l'indique par le secret. En effet, ils sont destinés à n'être connus que de ceux qui ont reçu une initiation, qui doivent ensuite garder le secret sur leur contenu, ce qu'ils semblent avoir fait d'une manière générale, puisque leur déroulement n'est pas documenté ou très peu. Ils semblent surtout se développer à compter de 600 av. J.-C. Ils pourraient être dérivés d'anciens rites de type initiatique, liés notamment au passage à l'âge adulte, qui prennent par endroits un caractère secret leur donnant leur aspect mystérieux, alors que d'autres rites similaires restent publics ailleurs (en Crète),. Les cultes à mystères ont souvent été présentés comme des antithèses des rites publics civiques et des alternatives visant à combler les limites de ces derniers, mais en fait il s'agit plus d'un développement particulier qui prend place dans le cadre religieux polythéiste aux côtés des cultes publics,. À l'issue d'une initiation qui semble pensée comme un parcours riche en émotions, « le bénéfice attendu est le bonheur (olbos) qu'apporte l'expérience religieuse d'une rencontre avec le divin, et, pour certains des mystères concernés, un statut privilégié dans l'autre monde, après la mort. »
L'exemple le mieux connu (et qui semble avoir servi de modèle du genre dans l'Antiquité) est celui des mystères d'Éleusis, dans la cité d'Athènes, destinés à Déméter et à sa fille Korè (Perséphone). Un mythe rapporté dans l’Hymne homérique à Déméter explique leur origine. Korè est enlevée par Hadès, et Déméter part à sa recherche. Alors qu'elle est au comble de la détresse elle est recueillie par la famille royale d’Éleusis, qui ignore qui elle est vraiment. Elle devient alors la nourrice de leur fils Démophon, à qui elle tente d'octroyer l'immortalité en le passant sous une flamme, mais un jour qu'elle fait cela elle est arrêtée par la reine qui pense qu'elle veut le brûler. C'est alors que la déesse révèle son identité et demande qu'on lui érige un temple à Éleusis. Plus tard elle retrouve sa fille, qui obtient la possibilité de résider deux tiers de l'année auprès d'elle, mais doit retourner un tiers de l'année aux Enfers. Ce sont les retrouvailles entre la mère et la fille qui sont célébrées à Éleusis. Les mystères d’Éleusis ont lieu au début de l'automne, vers le moment des semailles. Ils débutent par une procession des initiés, puis se poursuivent par un sacrifice public à Athènes, avant que le cortège ne se dirige vers Éleusis où se déroulent des rites publics et secrets. Ces mystères ont un caractère agraire, qui tient notamment à la nature de Déméter, déesse du grain, mais ils sont aussi liés au monde des morts, manifestement par le biais de Korè, et de son époux Hadès qui est également vénéré à Éleusis. Les initiés aux mystères d’Éleusis espèrent manifestement voir leur sort dans l'au-delà être favorable,,.
Les autres cultes à mystères majeurs de l'époque classique sont ceux dédiés aux divinités appelées Cabires (ou Grand Dieux), qui ont lieu à Samothrace, et semblent plutôt destinés à assurer la protection en mer. Ces mêmes divinités, dont la nature reste obscure, font aussi l'objet de cultes à mystères à Lemnos et à Thèbes,. Les cultes à mystères de Lycosoura en Arcadie sont voués à Déméter et à sa fille, ici appelée Despoina, qui occupe la position la plus importante. Durant l'époque hellénistique et l'époque romaine se développent les cultes à mystères d'Andania, en Messénie, établis en 92/1 av. J.-C., destinés à un groupe de divinités comprenant Déméter, Hagne (la variante locale de Korè), Apollon Karneios et les Grands Dieux,.
L'expression de mystères prise dans son acception la plus large peut inclure d'autres types de rites secrets, notamment des cultes ayant un caractère mystique, mettant les pratiquants en relation directe avec la divinité, tels les cultes à Dionysos (bacchique) et à Cybèle, ou encore des cultes plus ésotériques, comprenant une mythologie propre, avec l'orphisme, voire aux époques tardives les courants gnostiques et l'hermétisme.

## Magie
La magie, mageia, doit son nom aux « mages » perses décrits dans des textes grecs, et elle sert en général à qualifier durant l'époque classique les pratiques vues comme douteuses des « sorciers/sorcières » goes/goeties, considérés comme des charlatans, et des rites dénoncés parce qu'ils se passent en dehors du cadre de la religion de la cité et peuvent menacer son ordre,,. En revanche durant l'époque hellénistique le terme désigne un savoir occulte mêlant rites et incantations complexes. Durant les époques tardives la magie connaît une forme de réappréciation dans les cercles néoplatoniciens et l'hermétisme. Puis à partir du IVe siècle elle fait l'objet d'une législation répressive, et est souvent assimilée à de la superstition ou de la mauvaise religion, ce qui permet de la dénoncer et de s'en servir pour discréditer ses adversaires.
L'assyriologue J. Bottéro a proposé une définition de la magie, comme « un système de faits sociaux fondé sur la croyance en l’efficacité immédiate d'un certain nombre de comportements, de procédés et d'éléments, qu'on utilisait en vue de créer des effets essentiellement bénéfiques, mais dont les relations a leurs causes étaient, de notre point de vue, parfaitement irrationnelles », en sachant que les pratiques magiques sont proches d'autres et se confondent souvent avec elles : l'exorcisme, la sorcellerie, la théurgie. Les relations entre magie et religion sont débattues, et on a pu chercher à les distinguer nettement et les opposer, ce qui ne s'est pas avéré pertinent,. Selon R. Parker, la magie était « pour ses utilisateurs (...) un outil à employer dans une situation difficile. C'était une variété d'action religieuse plus que d'expérience religieuse. »

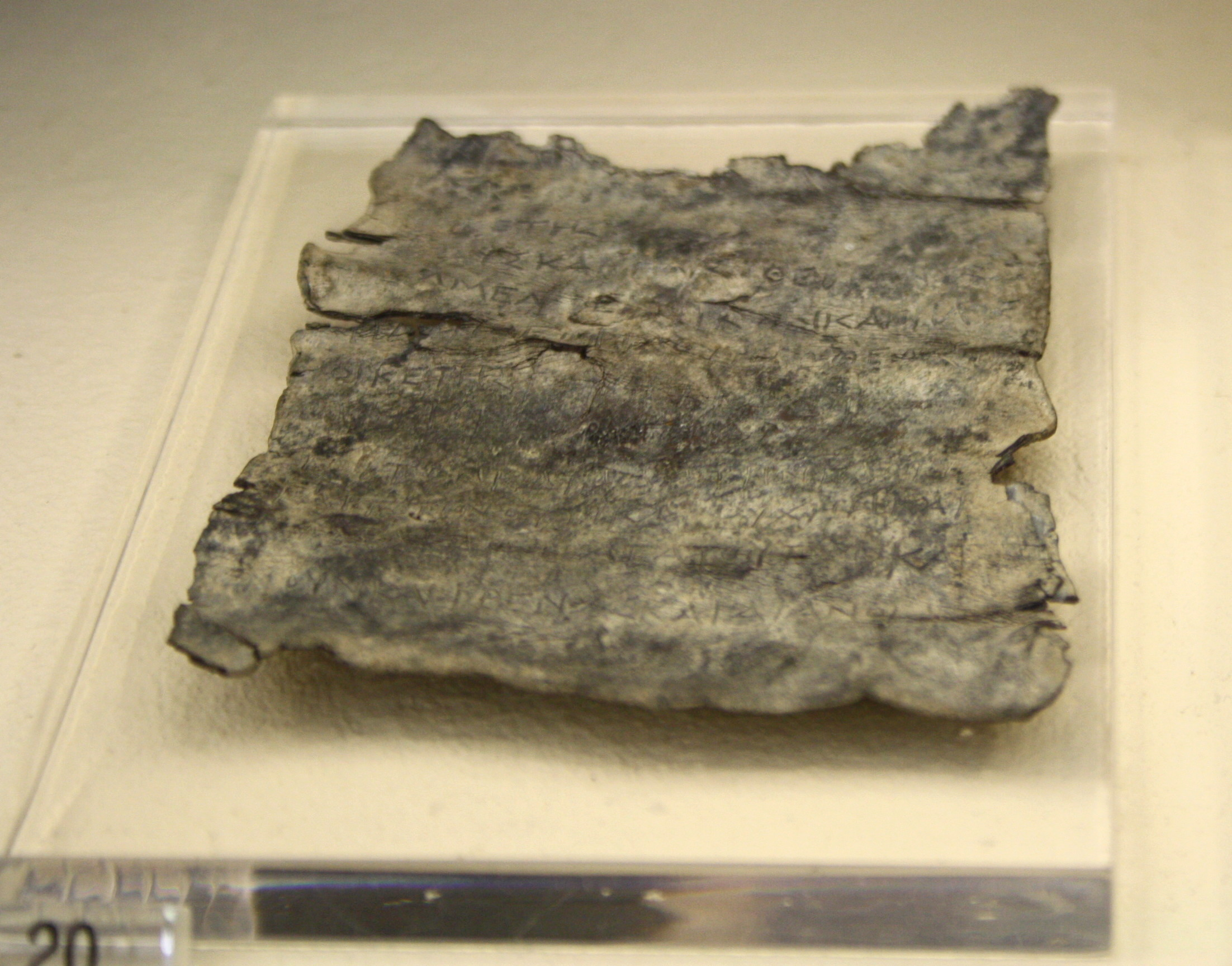
Lamelle de plomb portant une inscription de sortilège, Musée archéologique du Céramique.

Les objectifs de pratiques magiques peuvent être divisés en deux catégories. Un premier type vise à protéger une personne, et/ou à la guérir d'un mal qui la touche, notamment d'une maladie. Cela passe par la confection d'amulettes, réalisées dans des matériaux qui ont des propriétés magiques, dont le pouvoir est activé par des rituels et incantations, et aussi des rituels de purification, d'exorcisme, ou encore la demande d'intervention des dieux guérisseurs. L'autre type vise à faire du mal à une autre personne, pour le bénéfice de celui qui en est à l'origine. Elle est surtout documentée dans le monde grec par les textes de « ligatures », katadesmoi (souvent désignées par le terme latin équivalent, defixio ou défixion), appelés ainsi parce que leurs formules magiques de sortilèges ont pour but de « lier » un autre individu, à le placer sous contrôle. Ces textes sont généralement inscrits sur des lamelles de plomb, inhumées dans des tombes ou des puits, et concernent avant tout des affaires juridiques (priver de la parole un adversaire lors d'un procès), le sport (blesser un rival), et l'amour/érotisme (qu'il s'agisse d'attirer un être aimé en le plaçant sous son contrôle ou d'éloigner un rival). Les autres formes de sortilèges sont des incantations, l'usage de drogues ou poisons, de poupées d'envoûtement percées d'aiguilles ou brûlées. Des « papyrus magiques » d'époque tardive, écrits en grec et provenant d’Égypte, comprennent des formules complexes, avec des invocations de divinité et démons, et témoignent d'influences des pratiques magiques égyptiennes et proche-orientales (juives, mésopotamiennes),.
La théurgie est une forme de magie ésotérique, mêlée de divination, qui se développe durant l'époque romaine, en particulier dans les milieux néoplatoniciens, qui la voient comme un moyen d'unir l'âme humaine au divin. Elle comprend une vaste gamme de pratiques, visant par exemple à guérir, faire pleuvoir, ou animer des statues divines. Elle est notamment associée aux Oracles chaldaïques, un recueil d'oracles préservé de façon fragmentaires.

## Rites de passage
La vie sociale grecque est marquée par un ensemble de rites qui sont désignés comme des « rites de passage » à la suite d'Arnold van Gennep, découpés en trois temps (préliminaire, liminaire et postliminaire) qui marquent une transition, la fin d'un statut ancien et le début d'une nouvelle condition. Ils mêlent aspects individuels, domestiques et publics, communautaires, illustrant une nouvelle fois la difficulté qu'il y a à tracer une démarcation entre public et privé dans la religion grecque antique. Ce sont concrètement « les pratiques rituelles et les croyances qui ont trait à la naissance, à l’entrée dans le monde adulte, au mariage et à la mort » (L. Bruit Zaidman et P. Schmitt Pantel).

### Rites de naissance
La naissance est marquée par plusieurs gestes et rites marquant l'entrée de la nouvelle-née ou du nouveau-né dans la communauté. Une bandelette de laine est accrochée au-dessus de la porte si c'est une fille, un rameau d'olivier si c'est un garçon. Le cinquième ou le septième jour après la naissance on célèbre les Amphidromies, durant lesquelles le bébé est promené autour du foyer, en lien avec la déesse associée à ce lieu, Hestia. Des rites de purification ont lieu, notamment pour la mère qui est frappée d'impureté après son accouchement. On procède également à des offrandes aux divinités liées à la naissance et à la protection des jeunes enfants : Ilithyie, Artémis et Déméter Kourotrophe, avec la consécration des lignes salis par l'accouchement ou les ceintures portées par les mères. Le dixième jour la famille se réunit pour des sacrifices et un banquet célébrant la venue au monde de l'enfant.

### Rites de puberté et d'initiation
Un ensemble de rites marque le passage de l'enfance à l'âge adulte. On peut parler dans la terminologie moderne de rites de puberté, ou bien de rites d'initiation (à ne pas confondre dans ce cas avec les cultes à mystères, ce dernier mot ayant le sens d'« initiation »). Ces rites sont bien documentés pour Sparte : les jeunes filles de citoyens, destinées à être épouses et mères de citoyens, font des exercices physiques, sont regroupées en chœurs où elles apprennent des danses et chants célébrant leur cité, participent à des cultes (notamment ceux dédiés à Hélène), peuvent aussi avoir une relation homosexuelle initiatique ; les jeunes hommes font un entraînement militaire, et des rites aux aspects initiatiques sont attestés lors de la fête des Gymnopédies, ou bien par les flagellations devant l'autel du sanctuaire d'Artémis Orthia. En Crète les jeunes hommes sont regroupés en bandes sous la supervision de leur père, apprennent à chasser, se battre, des danses, chants et lettres ; là aussi une forme d'homosexualité initiatique, avec un homme d'âge mur, existe. Des festivités importantes y marquent le passage du groupe de jeunes hommes à l'âge adulte. À Athènes et dans le cités de tradition ionienne, la fête des Apatouries marque l'entrée de nouveaux membres dans la communauté des citoyens ; pour marquer le passage à l'âge adulte, les jeunes hommes consacrent leur chevelure à la déesse Artémis, et ils prêtent un serment à Athéna marquant leur entrée dans le groupe des citoyens. L'éphébie, service militaire des jeunes hommes devenant citoyens adultes athéniens, est également marqué par des rituels. En revanche il n'y a pas de rituels initiatiques similaires à proprement parler pour les jeunes filles de citoyens athéniens, car elles n'intègrent jamais le corps de citoyens, même si certains rites concernant un nombre limité de jeunes filles ont un aspect initiatique (comme la sélection de quatre d'entre elles chaque année pour servir de prêtresses d'Athéna Polias, ou bien des rites dans le temple d'Artémis de Brauron),,.

### Rites de mariage

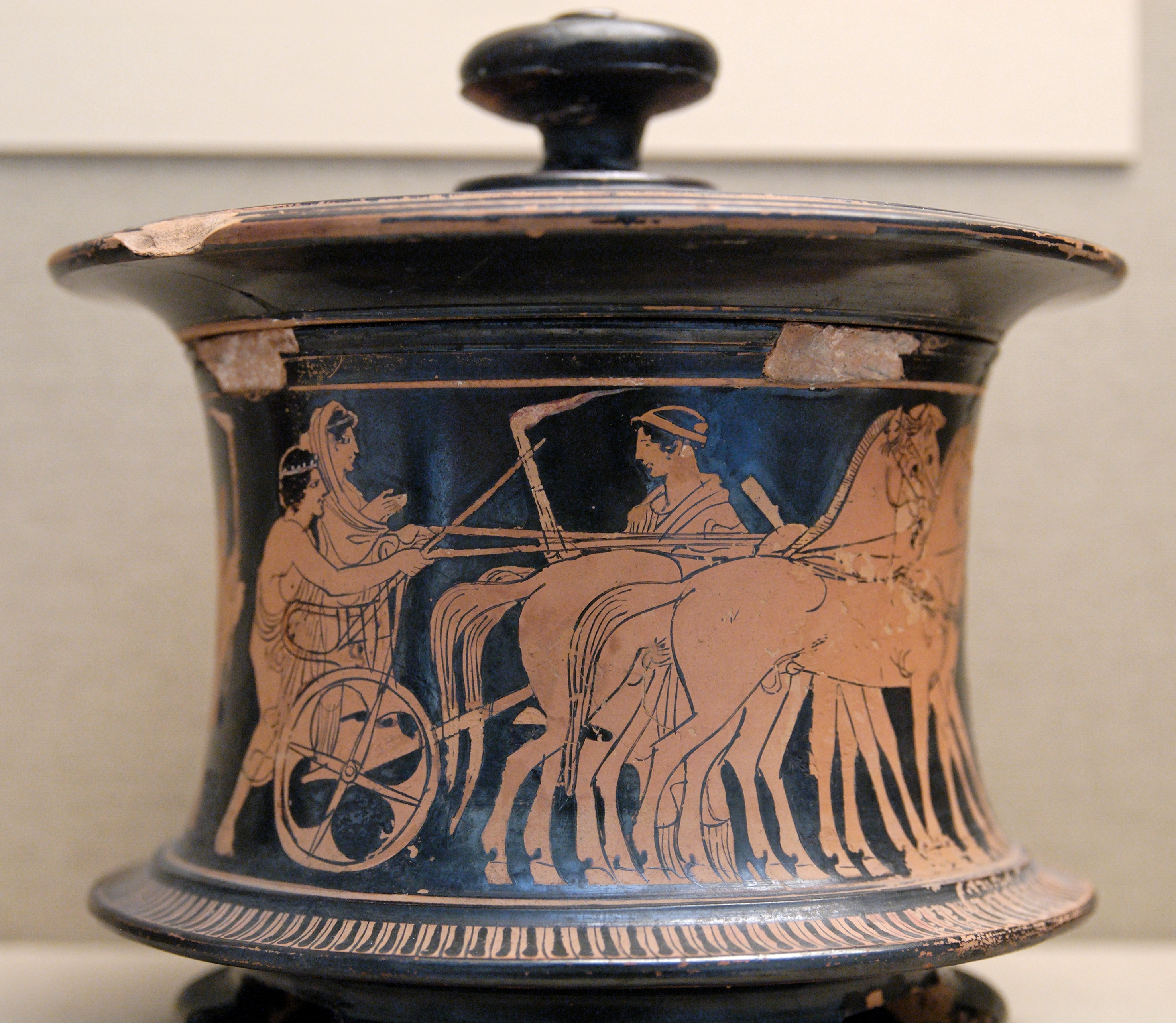
Procession nuptiale : la mariée est emmenée en char depuis la maison de ses parents par son époux jusqu'à la maison de la famille de ce dernier. Détail d'une pyxis attique à figures rouges, 440-430 av. J.-C. British Museum.

Le mariage (gamos), rites crucial du passage à l'âge adulte, est marqué par divers rituels, surtout connus pour Athènes. La veille, lors des Proteleia, des sacrifices sont faits aux divinités protectrices du mariage (Zeus, Héra, Artémis, Apollon, Péitho), et les promis se purifient. Le jour des noces on procède à des sacrifices puis à un banquet chez le père de la mariée, des présents sont offerts, et des gestes rituels renvoient au passage à la vie conjugale. Le soir un cortège se dirige vers la maison de l'époux, où le couple est accueilli par les parents du marié, et des rites marquent l'entrée de l'épouse dans sa nouvelle maisonnée, comme les katakhusmata durant lesquels elles déambule autour du foyer alors que des noix et figues sèches sont répandues sur sa tête. Puis les époux vont dans la chambre nuptiale pour la nuit. Le lendemain on procède à de nouveaux sacrifices, un banquet, des cadeaux. La fête des Apatouries qui suit le mariage marque l'entrée officielle de l'épouse dans son nouveau groupe familial. Là encore ces rituels doivent varier plus ou moins selon les cités. Pour Sparte Plutarque indique un rite d'inversion : les jeunes filles se coupent les cheveux, s'habillent comme des hommes et attendent leur promis sur une paillasse.

### Rites funéraires

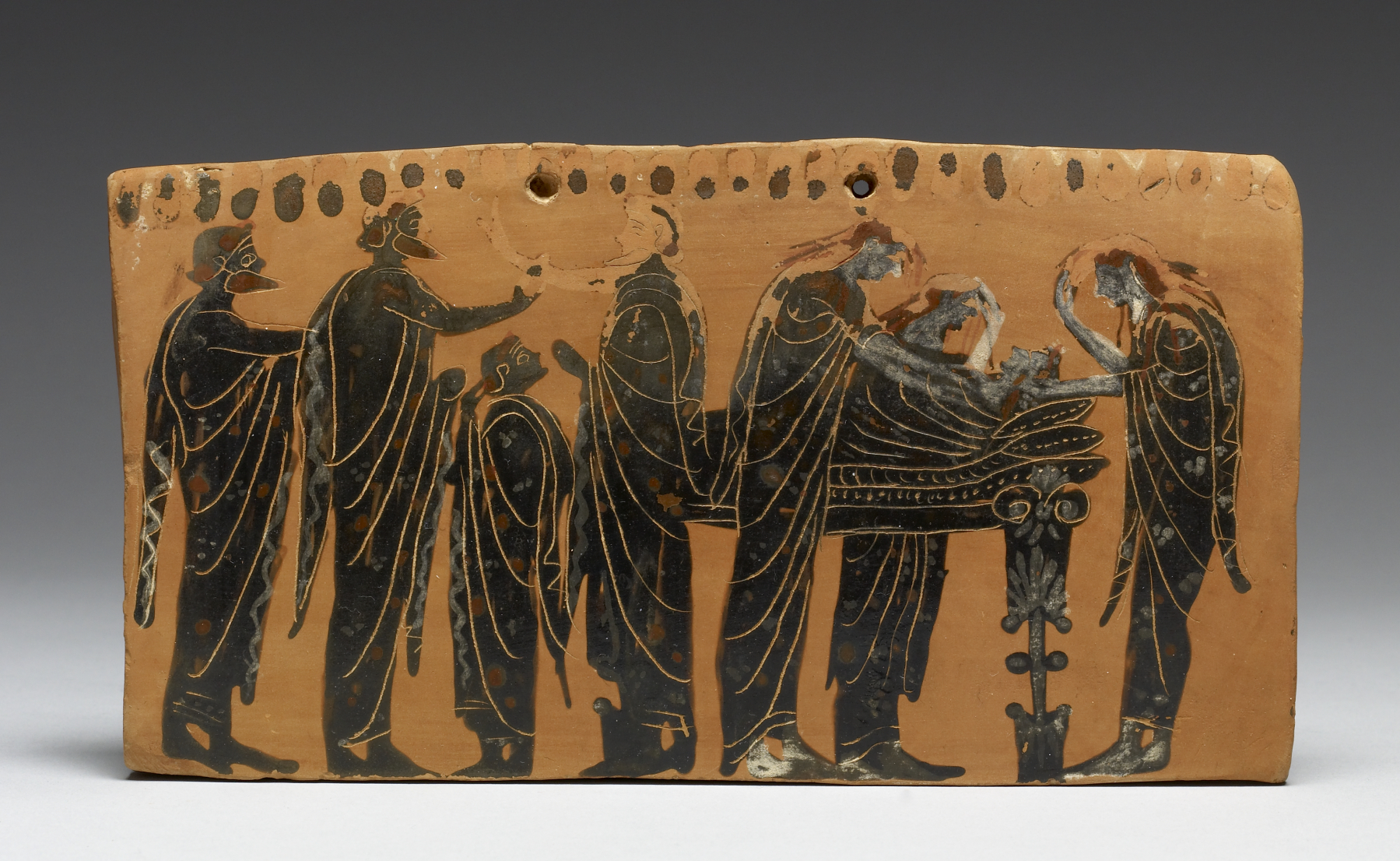
Scène de prothesis, terre cuite peinte du VIe s. av. J.-C. Walters Art Museum.

Si les croyances sur le destin des défunts après leur mort semblent avoir été diverses et souvent assez floues, les rites funéraires de la Grèce ancienne sont plutôt uniformes. Les anciens Grecs sont convaincus qu'il faut accomplir des rites appropriés pour au moins s'assurer que les morts ne viennent pas les tourmenter, ce qui explique que l'absence de sépulture pour un mort soit à leurs yeux un scandale ou une infamie. Les rites funéraires se déroulent en plusieurs étapes. La prothesis, présentation du corps, commence par le lavage du corps du défunt, par les femmes de sa maisonnée, puis son habillage, avant l'exposition du cadavre dans la demeure familiale. Des lamentations sont accomplies par les femmes de la famille, et/ou des pleureuses professionnelles qui ont été embauchées. Après ces rites qui semblent avoir duré une journée, le corps est conduit vers sa sépulture lors de l’ekphora, rite d'enlèvement du cadavre, dans une procession accompagnée de nouvelles lamentations. Le corps peut ensuite être inhumé tel quel ou incinéré avant et placé dans une urne qui est ensuite enterrée, les deux traditions étant attestées dans la Grèce antique. Cela s'accompagne d'offrandes funéraires : des aliments, parfois des sacrifices d'animaux, mais aussi l'inhumation ou la crémation d'objets accompagnant le défunt (armes, bijoux), et une obole pour payer le batelier qui le conduira aux Enfers. Les rites s'achèvent par un banquet sur le lieu d'inhumation, perideipnon,. Les rites funéraires sont constamment marqués par le fait que la mort est un facteur d'impureté : les morts et leur famille sont frappés de souillure, qui est susceptible de se transmettre à tous ceux qui entrent en contact avec eux, qui doivent donc se purifier ; à la fin des rites funéraires, la résidence du défunt doit être purifiée par un rituel,. Les familles ont souvent leur propre lot dans un cimetière, une stèle ou pierre tombale peut servir à marquer l'emplacement d'une tombe. La famille se doit d'entretenir ce lieu, et d'accomplir des offrandes (surtout des libations) au moins une fois dans l'année afin de préserver de bonnes relations avec leurs ancêtres trépassés, à Athènes lors des Genesia, fête en l'honneur des défunts,.

## Rites domestiques
Il s'agit d'un ensemble de cultes ayant pour cadre l’oikos, la « maisonnée », et se déroulant dans la maison sous la direction du chef de famille qui y joue en quelque sorte le rôle d'un prêtre. Ces rituels servent à protéger les membres de la famille, l'espace et le patrimoine domestiques, et plus spécifiquement certaines de ses composantes essentielles. Ils sont placés sous le patronage de divinités spécifiques, en particulier : Zeus Herkéios, symbole du lien familial, protecteur de la maison et garant de l'hospitalité ; Zeus Ktésios, symbole de la richesse, qui protège les biens matériels de la maison, dont le domaine est dans les espaces de stockage ; Hestia, symbole de la maisonnée, la déesse des foyers ; Apollon Agyieus, protecteur des portes et rues, notamment l'entrée de la maison. On trouve certes des autels, notamment pour Herkéios, voire des figurines divines dans la maison, mais ces cultes sont largement aniconiques puisque des objets suffisent à la présence divine : Hestia est dans le foyer, Ktésios dans une jarre ou une boîte, Agyieus un pilier. Les rituels accomplis dans ce cadre sont en général simples, surtout des prières et des libations,,.

### Sources
- Homère (trad. Robert Flacelière), Iliade, Éditions Gallimard, coll. « Bibliothèque de la Pléiade », 1993 (1re éd. 1955) (ISBN 2-07-010261-0)
- Homère (trad. du grec ancien par Victor Bérard), Odyssée, Éditions Gallimard, coll. « Bibliothèque de la Pléiade », 1993 (1re éd. 1956) (ISBN 2-07-010261-0)
- Pausanias et Scylax de Caryanda (trad.  Nicolas Gédoyn ; Jean-Charles Poncelin de La Roche-Tilhac), Pausanias ou Voyage historique, pittoresque et philosophique de la Grèce, Paris, 1797 [consulté le 01/12/2019], partie VII, chap.  18, URL : https://gallica.bnf.fr/ark:/12148/bpt6k112218z

### Dictionnaires
- Claude Mossé, Dictionnaire de la civilisation grecque, Paris, Complexe, 1992.
- Maurice Sartre, Anne Sartre-Fauriat et Patrice Brun (dir.), Dictionnaire du monde grec antique, Paris, Larousse, coll. « In extenso », 2009 (ISBN 978-2-03-584834-5).
- (en) Simon Hornblower, Antony Spawforth et Esther Eidinow (dir.), The Oxford Classical Dictionary, Oxford, Oxford University Press, 2012, 4e éd.
- Lexicon Iconographicum Mythologiae Classicae.

### Ouvrages généraux sur la religion
- Madeleine Jost, Aspects de la vie religieuse en Grèce : Du début du Ve siècle à la fin du IIIe siècle av. J.-C., Paris, SEDES, 1992
- Jan N. Bremmer (trad. Alexandre Hasnaoui), La Religion grecque, Paris, Les Belles Lettres, 2012 (ISBN 978-2-251-44445-1).
- Walter Burkert (trad. Pierre Bonnechere), La Religion grecque à l'époque archaïque et classique, Paris, Picard, 2011 (1re éd. 1977)
- Louise Bruit Zaidman, Le commerce des dieux : eusebia, essai sur la piété en Grèce ancienne, Paris, La Découverte, 2001
- Louise Bruit Zaidman et Pauline Schmitt Pantel, La religion grecque dans les cités à l’époque classique, Paris, Armand Colin, coll. « Cursus », 2017, 5e éd. (1re éd. 1989)
- (en) Jon D. Mikalson, Ancient Greek Religion, Malden et Oxford, Wiley-Blackwell, 2010 (1re éd. 2005)
- (en) Robert Parker, On Greek religion, Ithaca, Cornell University Press, 2011
- (en) Daniel Ogden (dir.), A Companion to Greek religion, Malden et Oxford, Blackwell, coll. « Blackwell companions to the ancient world », 2007.
- (en) Lynn E. Roller, « Religions of Greece and Asia Minor », dans Michele Renee Salzman et Marvin A. Sweeney (dir.), The Cambridge History of Religions in the Ancient World, volume III: From the Hellenistic Age to Late Antiquity, Cambridge, Cambridge University Press, 2013
- (en) Esther Eidinow et Julia Kindt (dir.), The Oxford Handbook of Ancient Greek Religion, Oxford, Oxford University Press, 2015.

### Études sur le rites
- Walter Burkert (trad. Hélène Feydy), Homo Necans : Rites sacrificiels et mythes de la Grèce ancienne, Les Belles Lettres, coll. « Vérité des mythes », 2005 (1re éd. 1983) (ISBN 2251324372).
- Marcel Detienne et Jean-Pierre Vernant, La Cuisine du sacrifice en pays grec, Gallimard, coll. « Bibliothèque des histoires », 1979 (ISBN 207028655X).
- (en) Maud W. Gleason, « Greek Cities Under Roman Rule », dans David S. Potter (dir.), A Companion to the Roman Empire, Malden et Oxford, Blackwell, 2006
- Stella Georgoudi (dir.), « Sacrifices et offrandes dans la Grèce antique : Comment les Grecs parlaient aux dieux », Religion & Histoire, no 14,‎ mai-juin 2007, p. 26-74
- Evelyne Ugaglia et Adeline Grand-Clément (éd.), Rituels grecs : Une expérience sensible, Toulouse, Musée Saint-Raymond, musée des Antiquités de Toulouse, 2017
- Adeline Grand-Clément, Au plaisir des dieux : Expériences du sensible dans les rituels en Grèce ancienne, Toulouse, Anacharsis, 2023